# Перпендикулярная готика

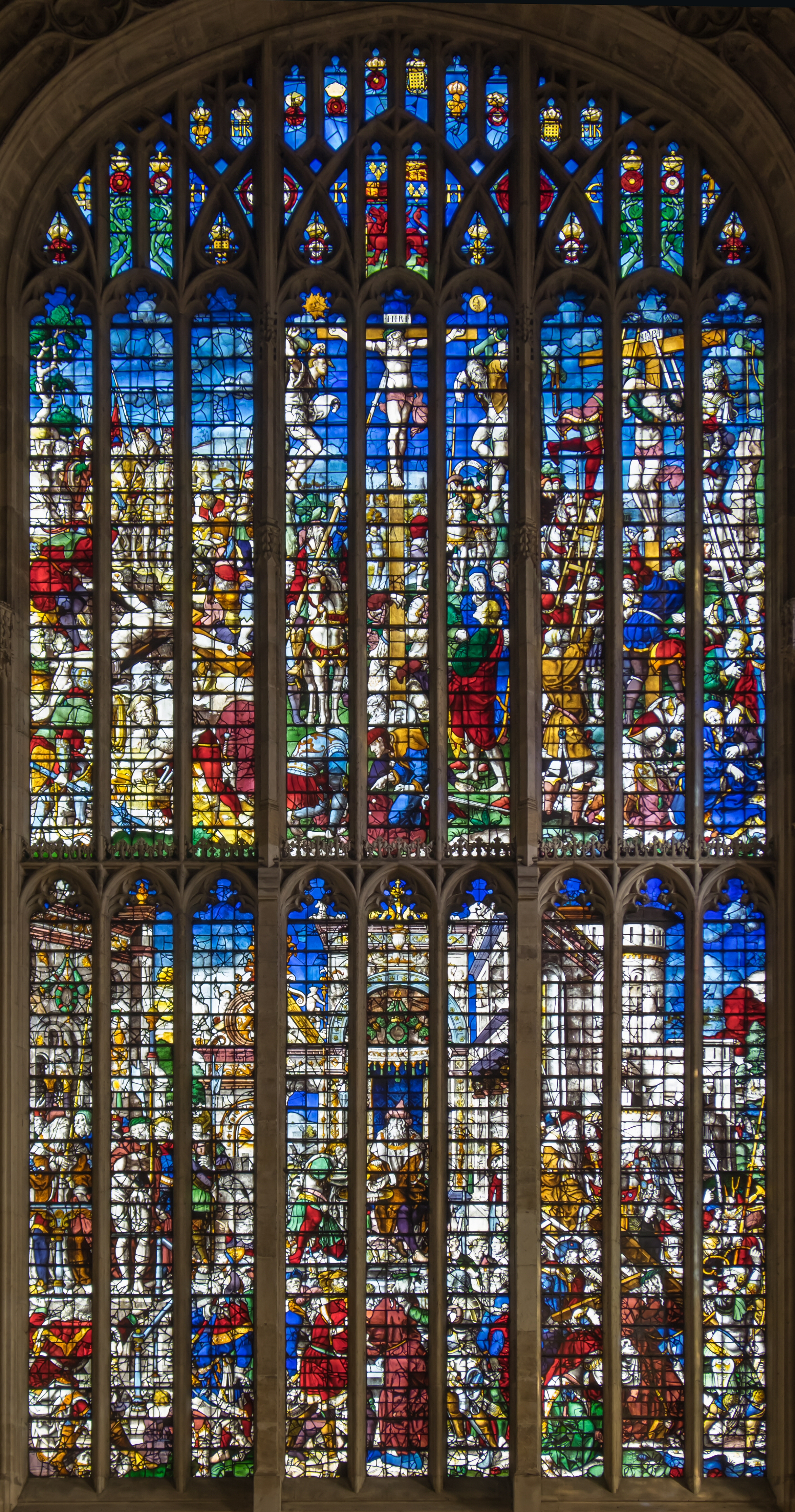
Большое Восточное окно капеллы Королевского колледжа в Кембридже. Четырёхцентровая арка, прямоугольный переплёт

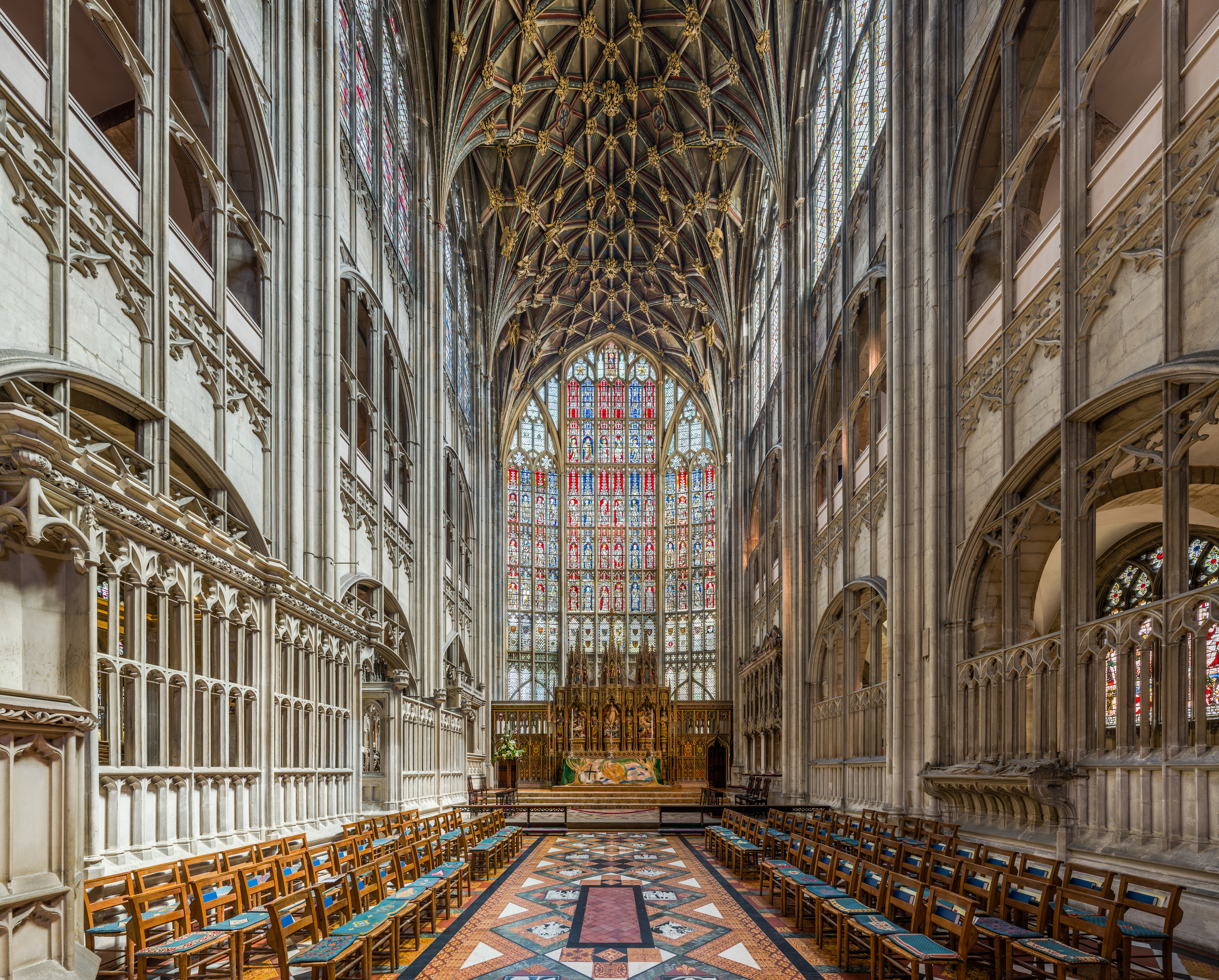
Хоры Глостерского собора с сетчатым сводом

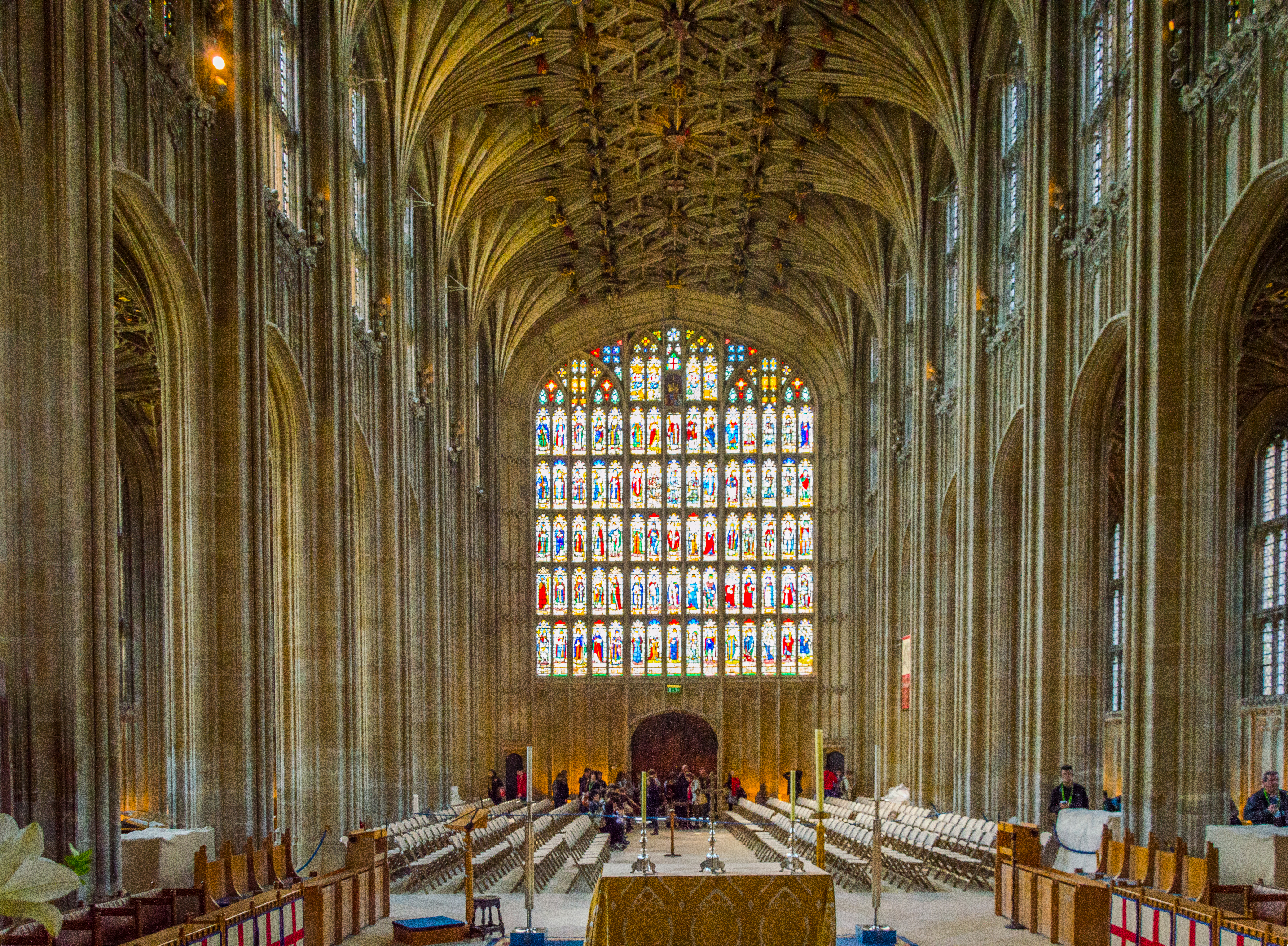
Западное окно капеллы св. Георга в Виндзорском замке, арка Тюдоров

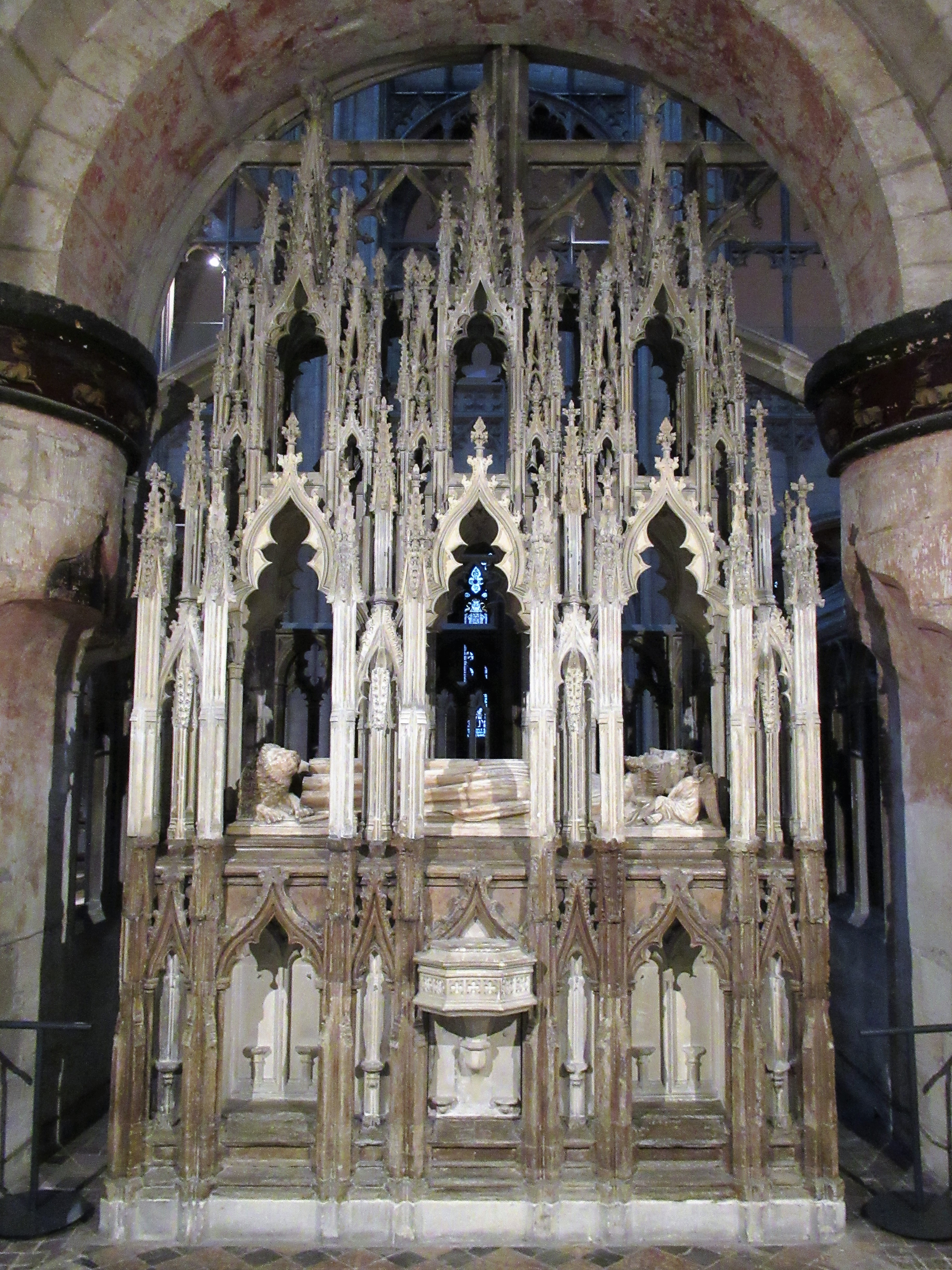
Могила Эдуарда II в Глостерском соборе

Перпендикулярная готика (также вертикальная, прямоугольная готика) — третий и последний период и стиль английской готической архитектуры позднего Средневековья, отличающийся большими окнами, четырёхцентровыми арками, прямыми вертикальными и горизонтальными линиями профилировок и филёнок. Перпендикулярный стиль господствует в Англии с XIV по XVII век и является сугубо английским стилем, ни в континентальной Европе, ни в других частях Британских островов ничего похожего не возникло. Перпендикулярный стиль также был первым стилем Готического возрождения XVIII века.
Стрельчатые арки перпендикулярного стиля становятся пониженными четырёхцентровыми арками Тюдоров. В переплёте окон вертикальные колонки поднимаются до пят арок и связываются горизонтальными перемычками, часто декорированными под крепостные зубцы. Филёнки на стенах поддерживают этот жёсткий рисунок. Вдобавок к перечисленным, характерными чертами стиля являются невысокие кровли с крепостными зубцами, развитые капельники над окнами, развитая сеть нервюр и лиерн на сводах, веерные и воронкообразные своды.
Первое здание в перпендикулярном стиле было спроектировано около 1332 года Уильямом де Рамси, это капитулярная зала Старого Сен-Пола в Лондоне. Хоры Глостерского собора (ок. 1337—1357) и его галереи (XIV век) являются ранними образчиками стиля в крупной форме. Своды с лиернами преобразуются в веерные впервые к концу XIV века в капитулярной зале Херефордского собора (разобрана в 1769 году и стройматериалы использованы для ремонта епископского дворца) и галерее в Гостерском соборе, позже — в построенной Реджинальдом Эли капелле Королевского колледжа Кембриджского университета (1446—1461) и капелле Генриха VII в Вестминстерском аббатстве (ок. 1503—1512) архитекторов братьев Уильяма и Роберта Верту.

Архитектор и историк искусства Томас Рикман в своей работе 1812 года «Попытка разбора стилей архитектуры Англии» (Attempt to Discriminate the Style of Architecture in England), разделил готическую архитектуру Британских островов на три периода. Третий и последний стиль — Перпендикулярный — Рикман и другие относят ко времени от Ричарда II (1377) до Генриха VIII (1547). С воцарением в XV веке династии Тюдоров перпендикулярный стиль также называют тюдоровским, а при Елизавете I (1558—1603) он сменяется «елизаветинским стилем», или стилем Тюдор-Ренессанса. Рикман исключает из рассмотрения постройки после Генриха VIII, называя «стиль этих пристроек и перестроек» конца XVI—начала XVII веков «часто заметно испорченным» (англ. often much debased). Во Франции современной перпендикулярному стилю является пламенеющая готика.

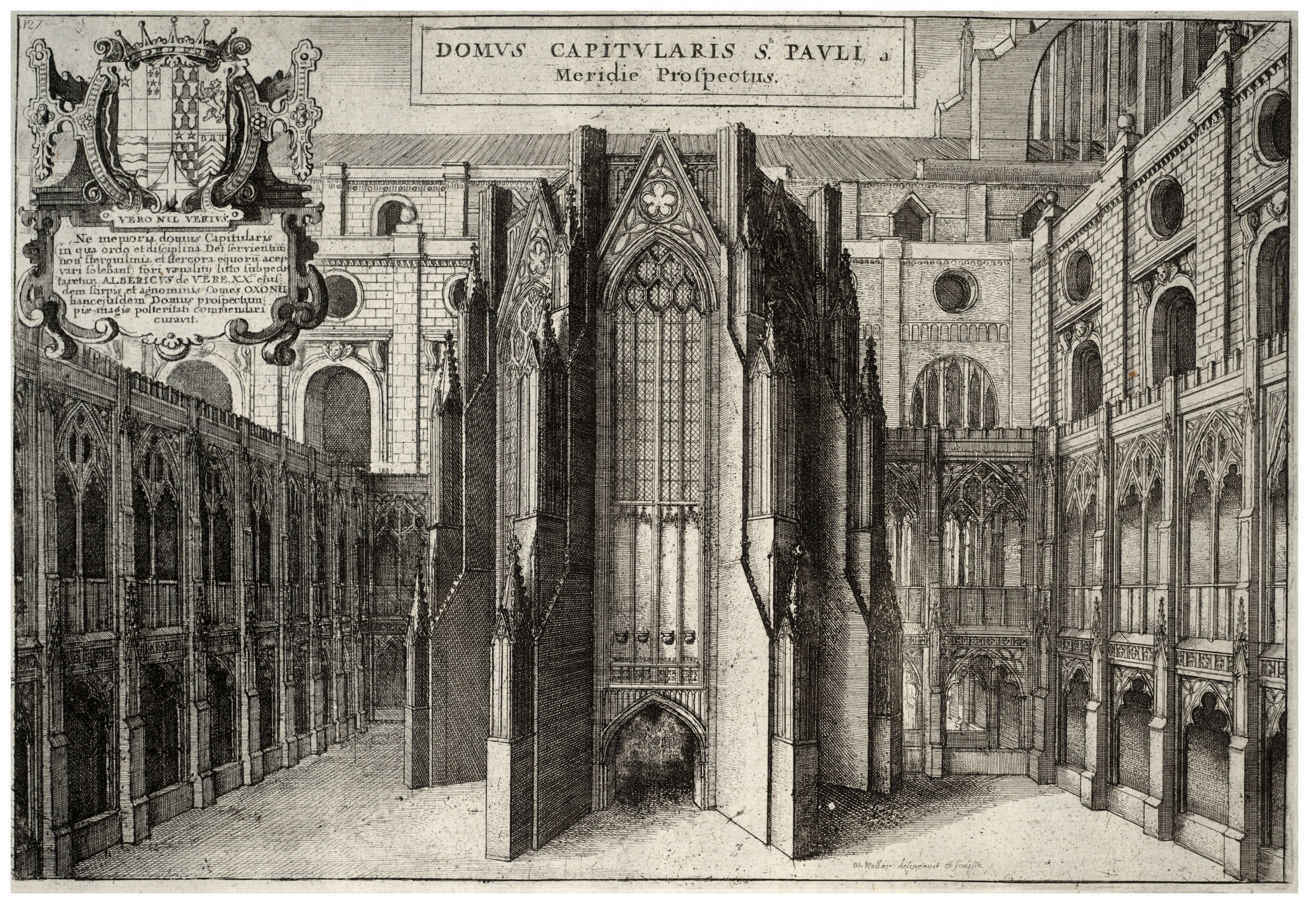
Капитулярная зала Старого Сен-Пола (утрачена)

## История
В 1906 году Уильям Летаби, Инспектор зданий Вестминстерского аббатства, выдвинул теорию, что перпендикулярный стиль начинается не в XIV веке в Глостерском соборе, как тогда было принято считать, а в Лондоне, в Вестминстерском дворце рода Плантагенетов близ одноимённого аббатства. Кафедра лондонского епископа, третьего иерарха в английской церкви, располагалась тогда в Старом Сен-Поле, и, согласно историку архитектуры Джону Гарвею, первым образчиком перпендикулярного стиля была восьмиугольная капитулярная зала Сен-Пола, выстроенная около 1332 Уильямом Рамси. Алек Клифтон-Тейлор соглашается с тем, что капитулярная зала Сен-Пола и капелла святого Стефана в Вестминстерском дворце были предшественницами перпендикулярного стиля Глостерского собора. В начале XXI века фундаменты этой залы, утраченной вместе со старым собором в пожаре 1666 года, были открыты для осмотра при перестройке южного двора нынешнего собора святого Павла XVII века.
Уильям Рамси также руководил одним из этапов строительства не завершённой при нём капеллы святого Стефана. Рамси впервые продолжил вертикальные колонки оконного переплёта на стены в качестве профилировок, и впервые применил четырёхцентровые арки в завершении окон, ставшие характерной чертой перпендикулярного стиля. Король Эдуард I повелел строить капеллу св. Стефана в подражание парижской Сент-Шапель, но строительство растянулось, заняв промежуток времени от 1292 до 1348 года. Архитекторами капеллы были в том числе Майкл Кентерберийский и его сын Томас. До настоящего времени от капеллы осталась лишь крипта. Оригинальной её чертой было использование в интерьере фальшивых окон, то есть колончатых оконных переплётов, наложенных на глухие стены.
Первым крупным образцом перпендикулярного стиля стали хоры Глостерского собора (1337-50), в то время — бенедиктинского монастыря (кафедральным собором церковь стала после ликвидации монастырей при Тюдорах). Вероятно, их делал один из тех же королевских архитекторов, либо Уильям Рамси, либо Томас Кентерберийский. Стены XI века были при этой перестройке сохранены и украшены в пламенеющем стиле. Большое восточное окно в Глостере завершено тюдоровской аркой, и переплёт окна соответствует рисунку на стенах. 
Образцом позднего перпендикулярного стиля является капелла Генриха VII, особенности её — практически сплошные витражи на стенах и висячие воронкообразные своды. Другим примером является капелла святого Георга в Виндзорском замке, начатая в 1475 году (своды строил в 1506 John Aylmer).

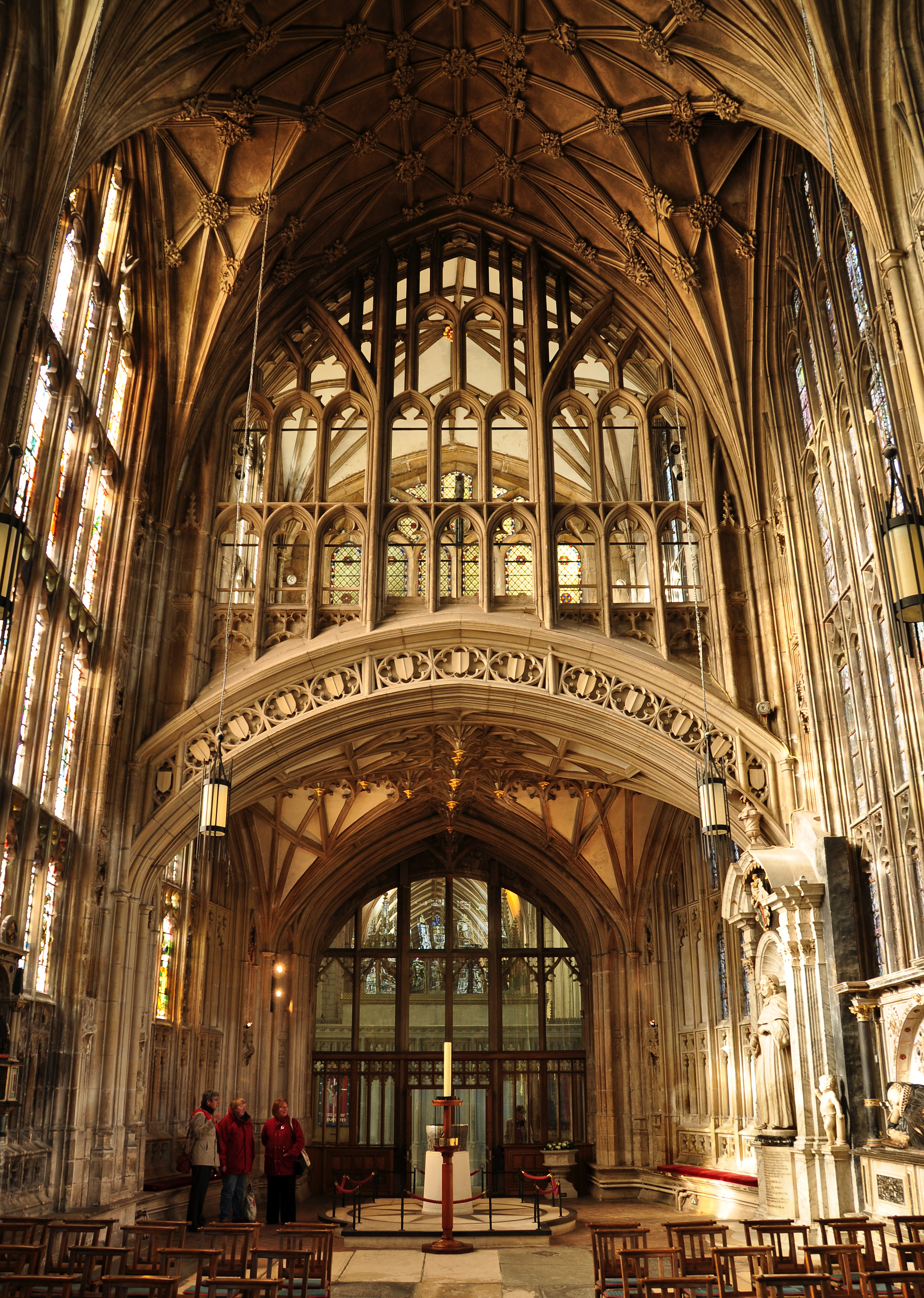
Капелла Девы в Глостерском соборе

## Особенности
- Башни весьма высокие, часто с крепостными зубцами, шпилями увенчиваются реже, чем ранее. Контрфорсы башен помещаются по диагонали угла, а не в продолжении стен, что наиболее оправдано с конструктивной точки зрения. Среди башен в Перпендикулярном стиле следует отметить башни Йоркского и Глостерского соборов, церкви в Бостоне (Уорвикшир)[прояснить] и Тонтоне. [16]
- Витражи столь велики и широки, что каменные конструкции окончательно превращаются в систему опорных столбов. Переплёты окон дополняются горизонтальными перемычками для прочности[17].
- Профилировки становятся основным декоративным средством. Церкви сплошь от фундамента до крыши изнутри и снаружи покрываются тонкими каменными колонками, которые в интерьере являются продолжением переплётов окон[16].
- Крыши обычно некрутые, доступные для ходьбы, покрываются свинцовыми листами. В открытых изнутри стропильных системах деревянные брусья украшаются[16].
- Своды из камня украшаются чрезвычайно сложной сетью нервюр и лиерн, встречаются висячие воронкообразные своды. Увеличившиеся из-за украшений вес и распор сводов воспринимаются более мощными устоями и контрфорсами[16].
- Колонны обычно круглые в сечении, с восьмиугольными базами и капителями. Капители украшаются резными или лепными дубовыми листьями, поясками из щитов и других военных атрибутов или розой Тюдоров[18].
- Арки пониженного профиля (четырёхцентровые, они же тюдоровские) используются в окнах, дверях, сводах и профилировках.
- В интерьерах широко используется богатая резьба по дереву, в частности, гротескные фигуры на скамьях, называемые «poppy heads», от фр. poupée (кукла) [18].

## Иллюстрации

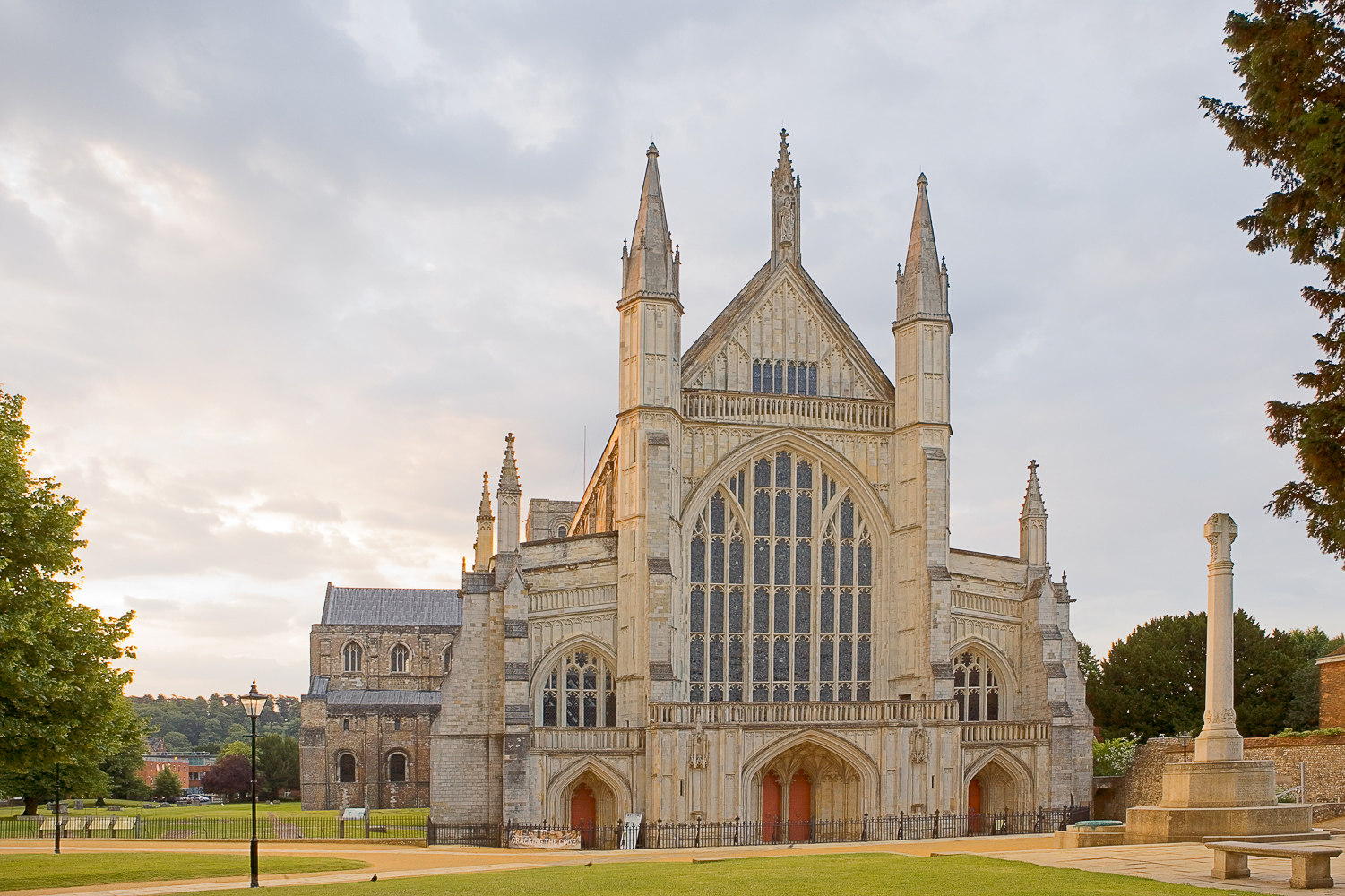
Западный фасад Винчестерского собора
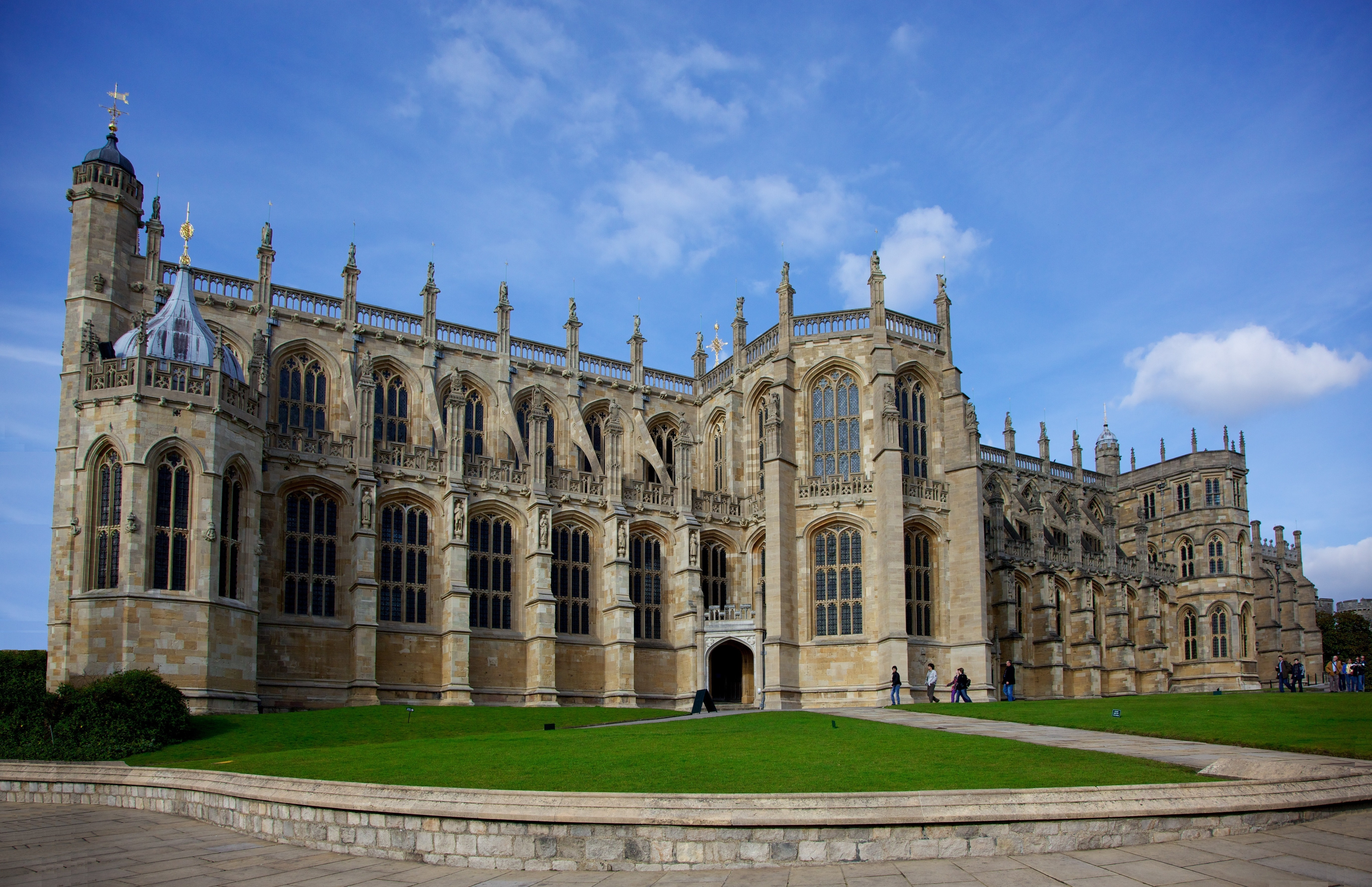
Капелла св. Георга в Виндзорском замке (с 1475)
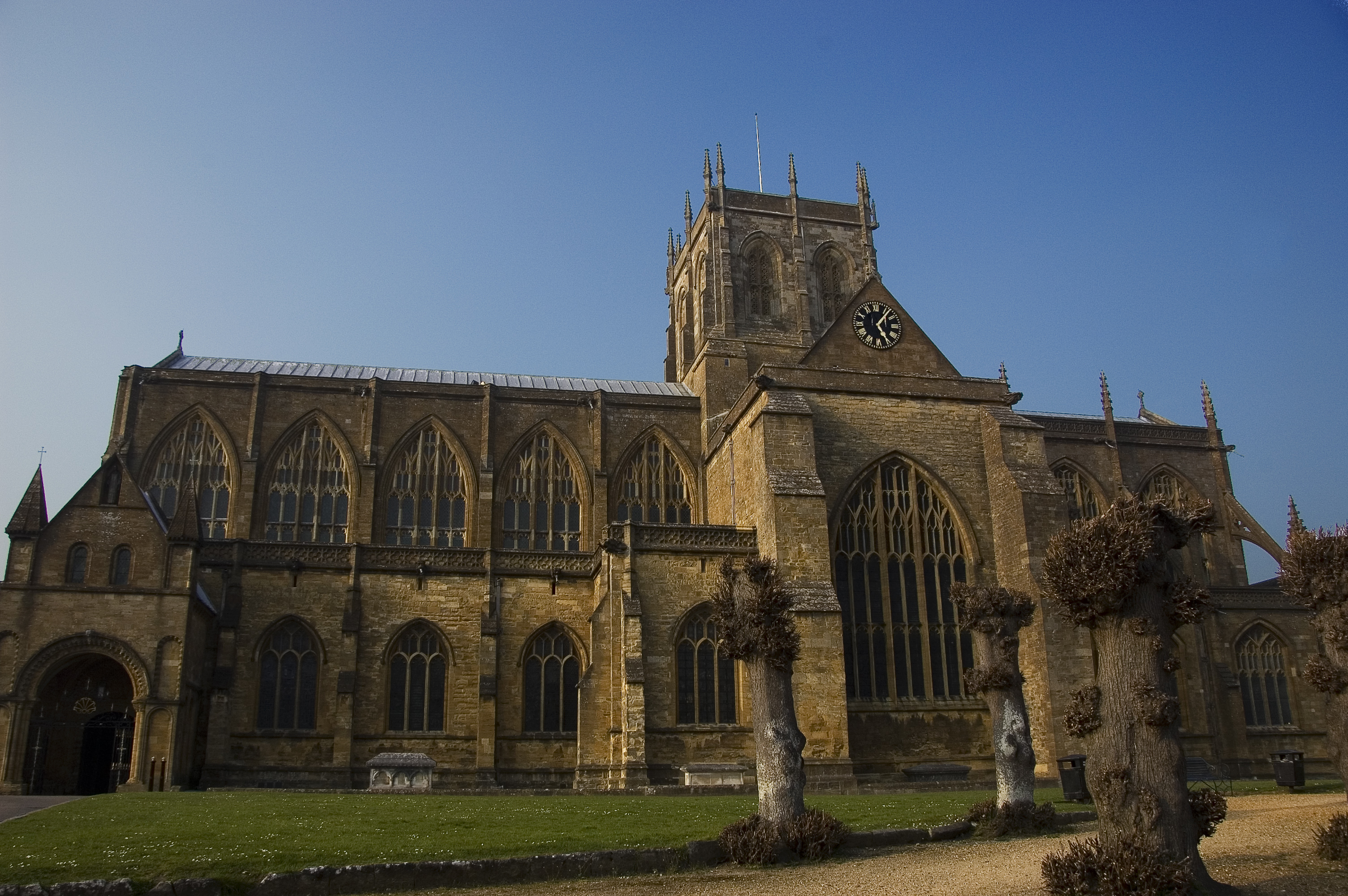
Шерборнское аббатство
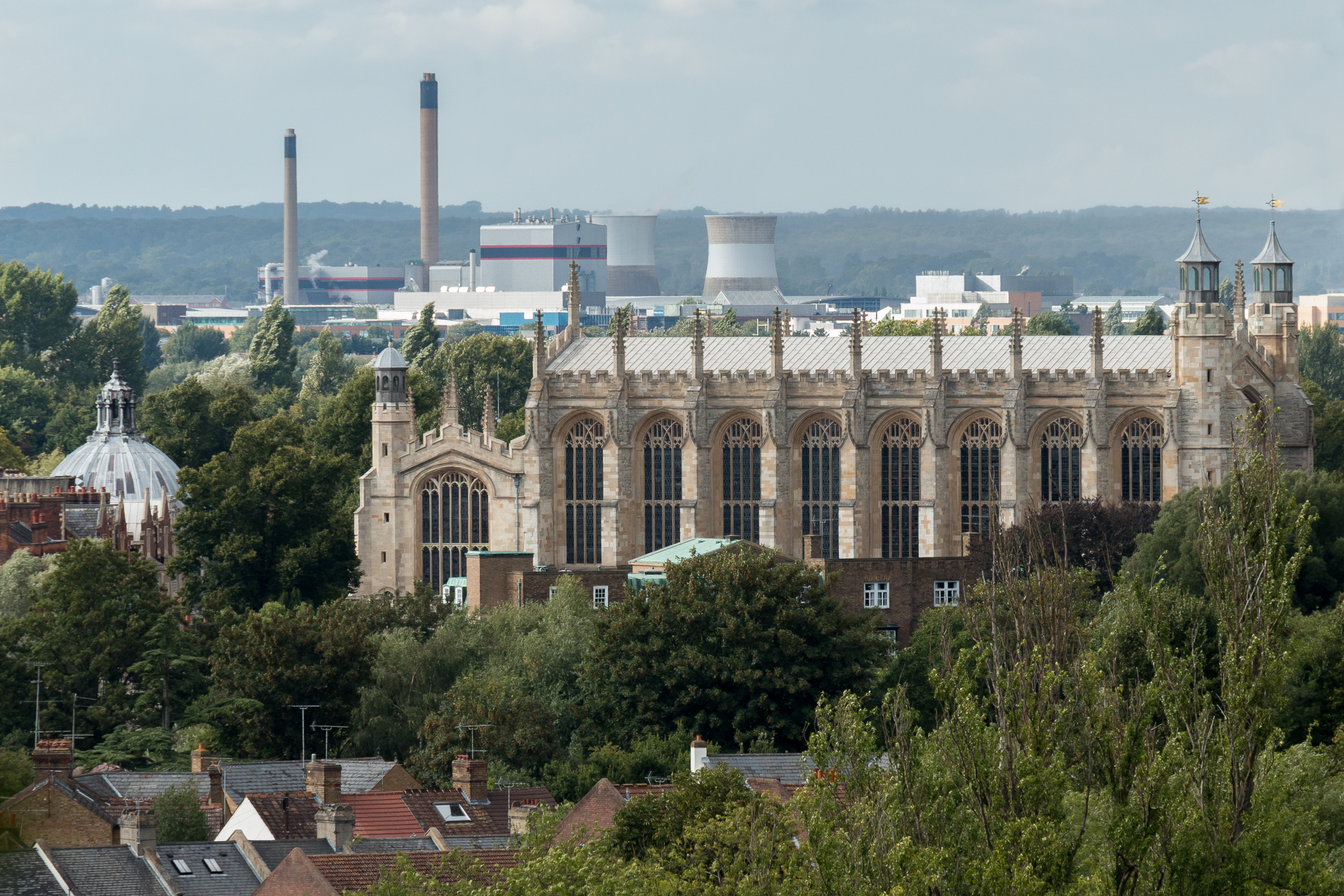
Капелла Итонского колледжа
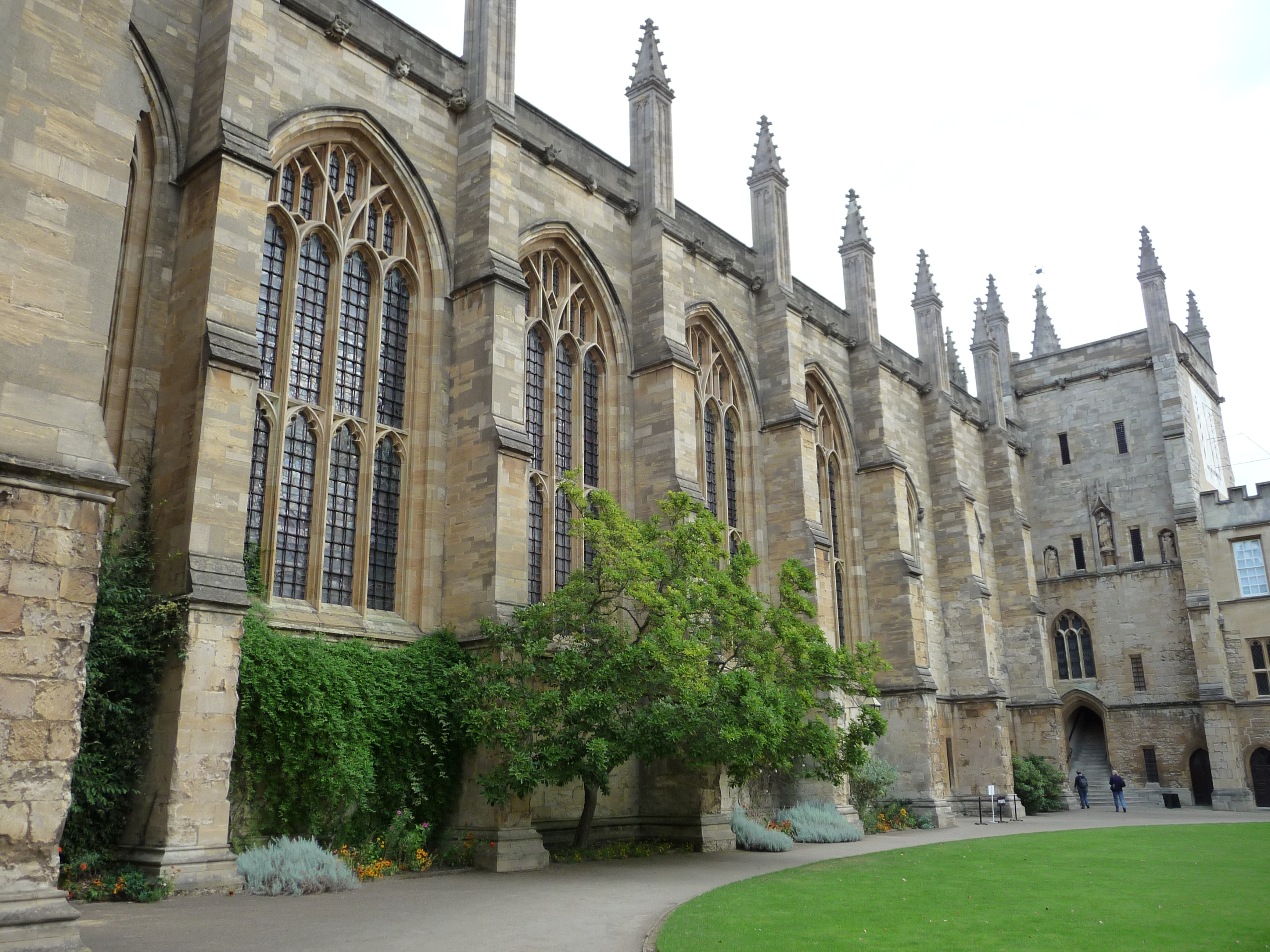
Капелла Нового колледжа, Оксфорд
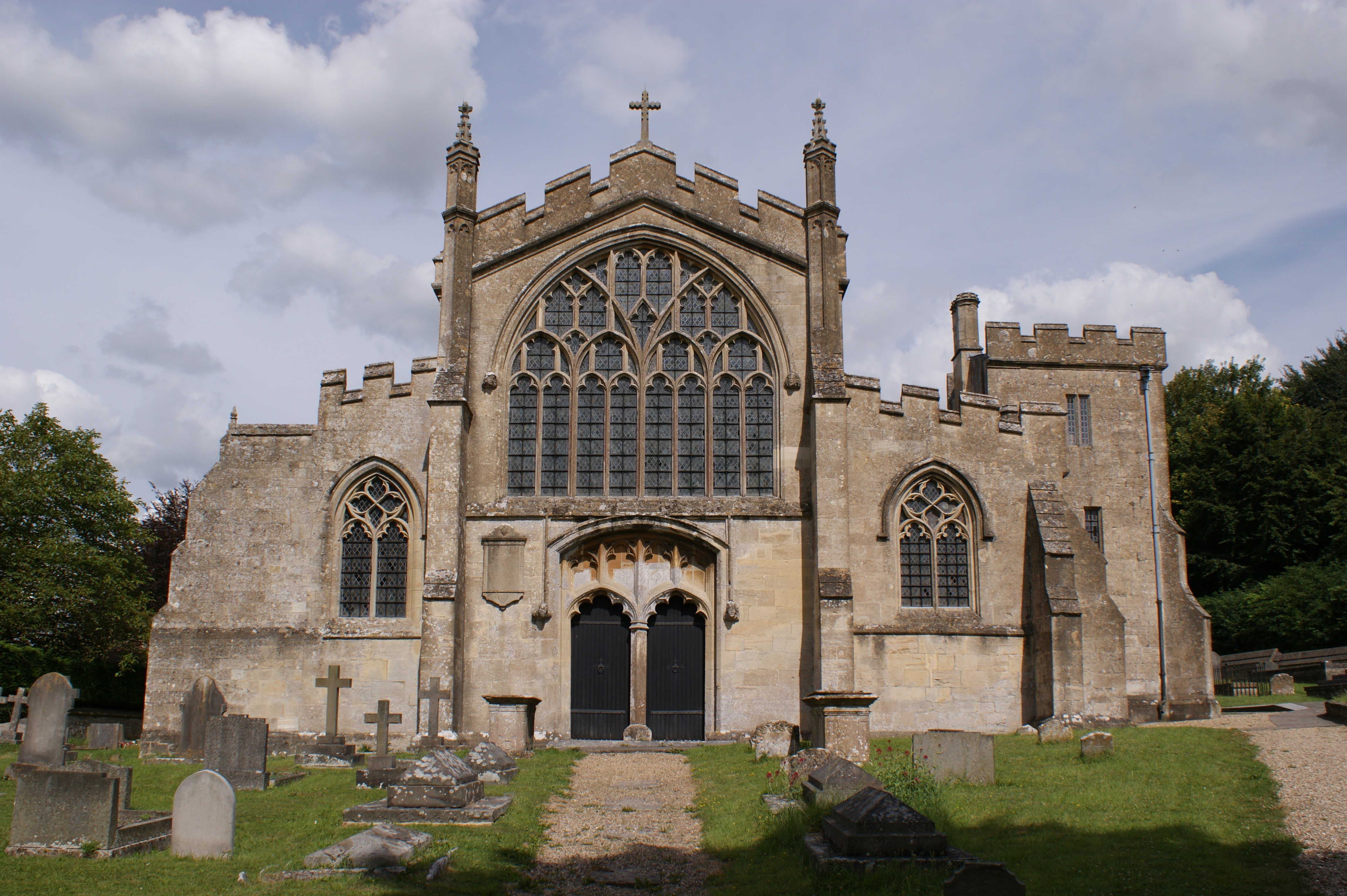
Эдингтонский приорат, западный фасад в сочетании декоративного и перпендикулярного стилей
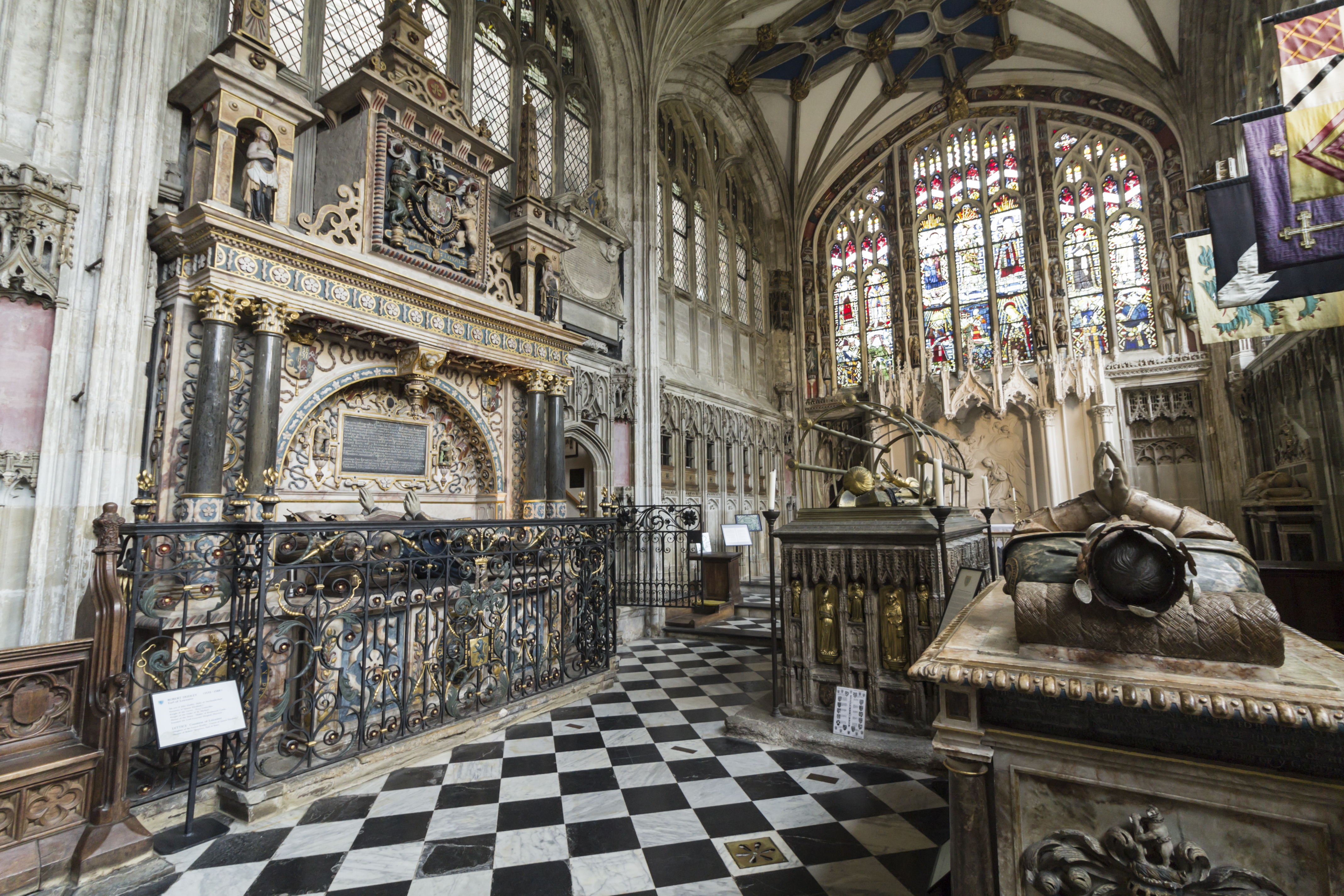
Капелла Бошан, коллегиальная церковь св. Марии в Уорике
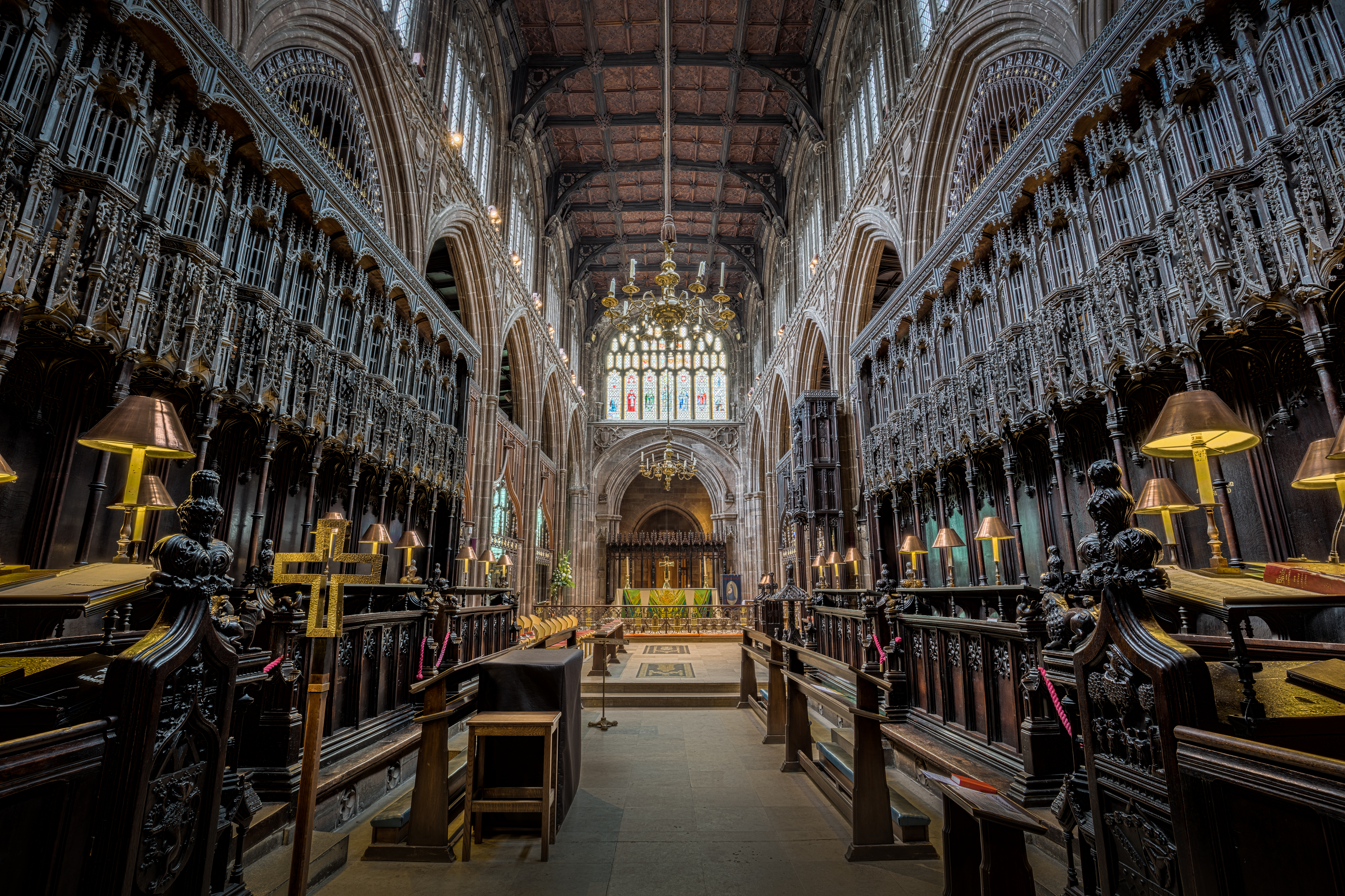
Хоры Манчестерского собора
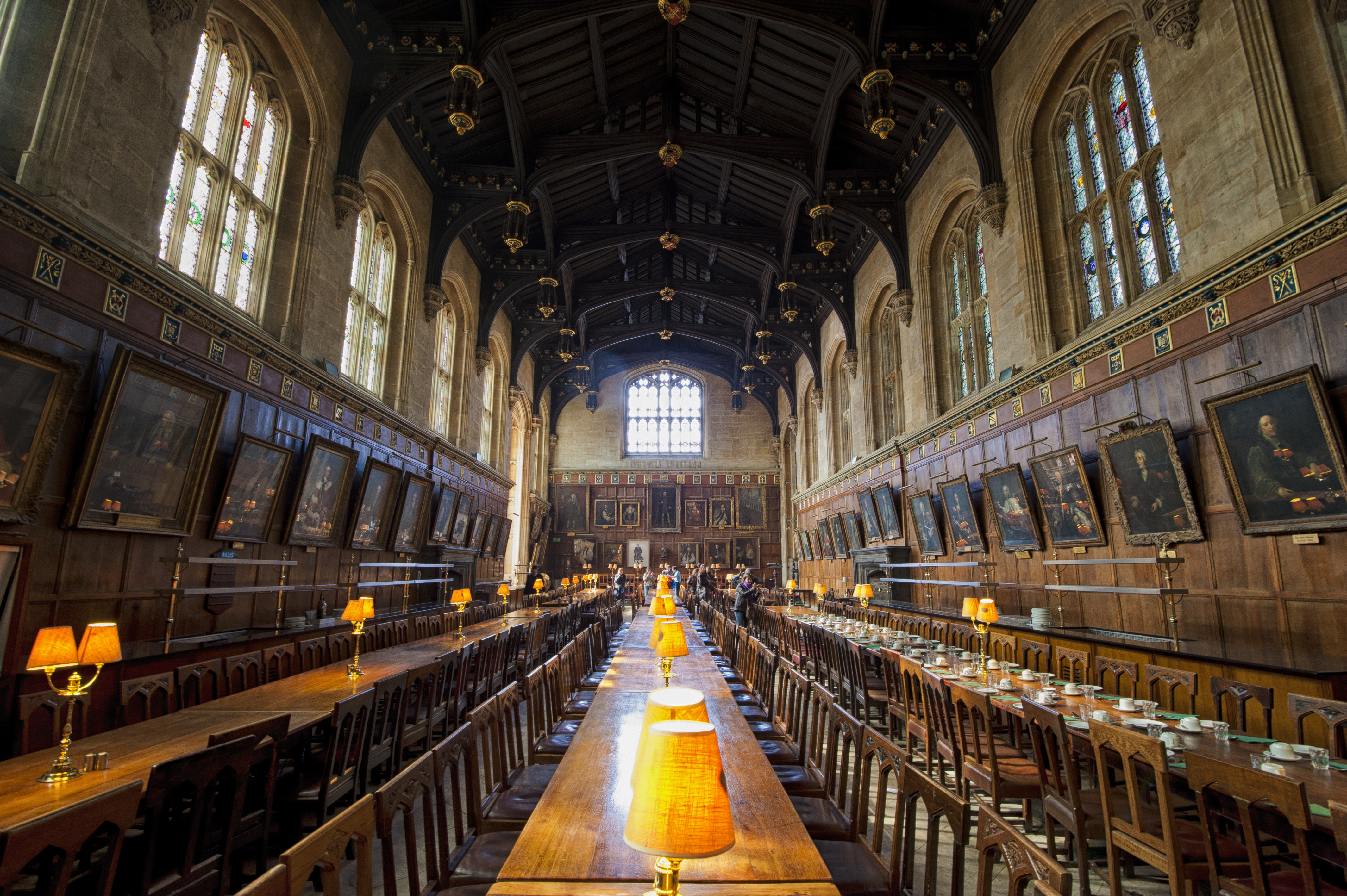
Зал в Крайст-чёрч, Оксфорд
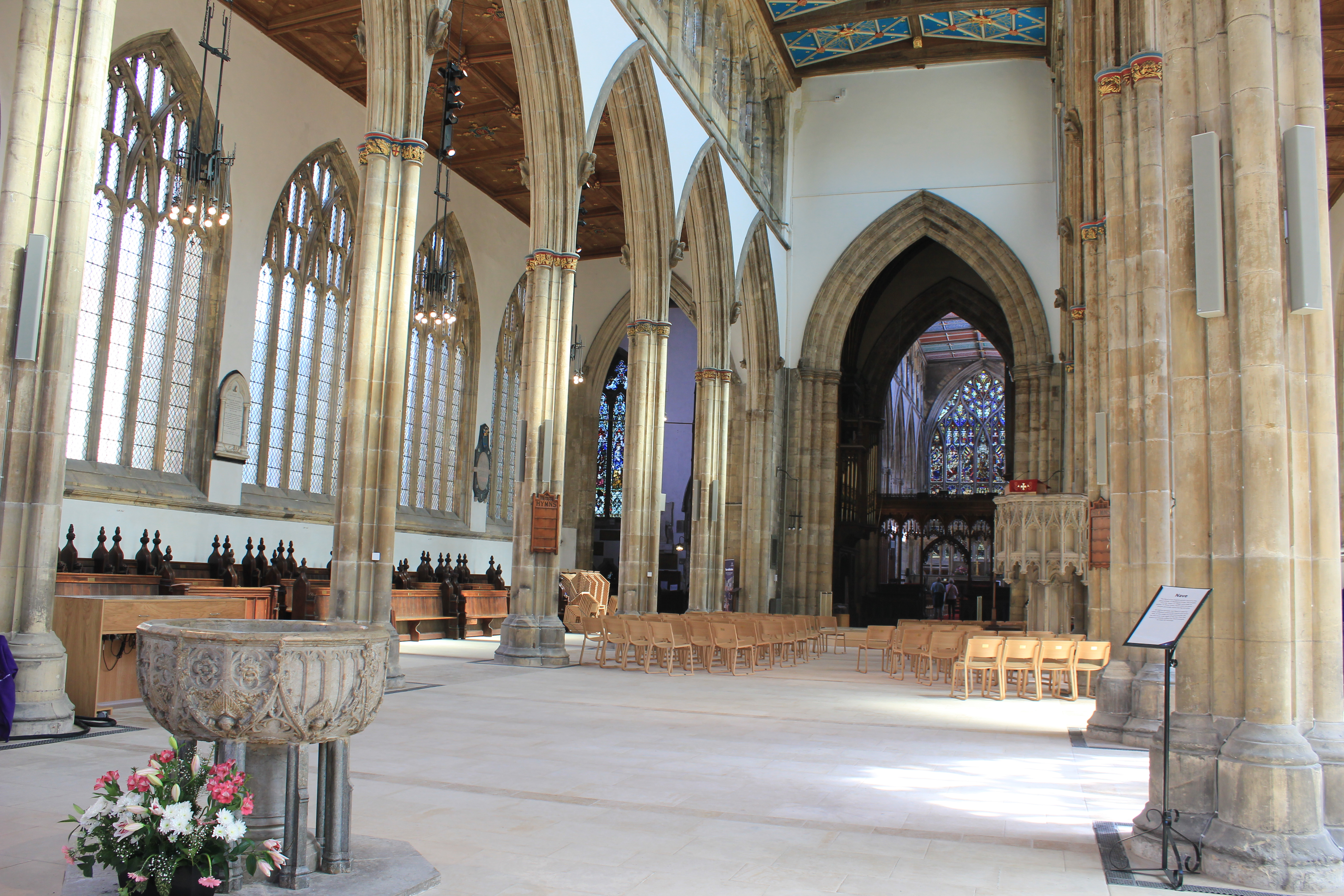
Неф в Кингстон-апон-Халл
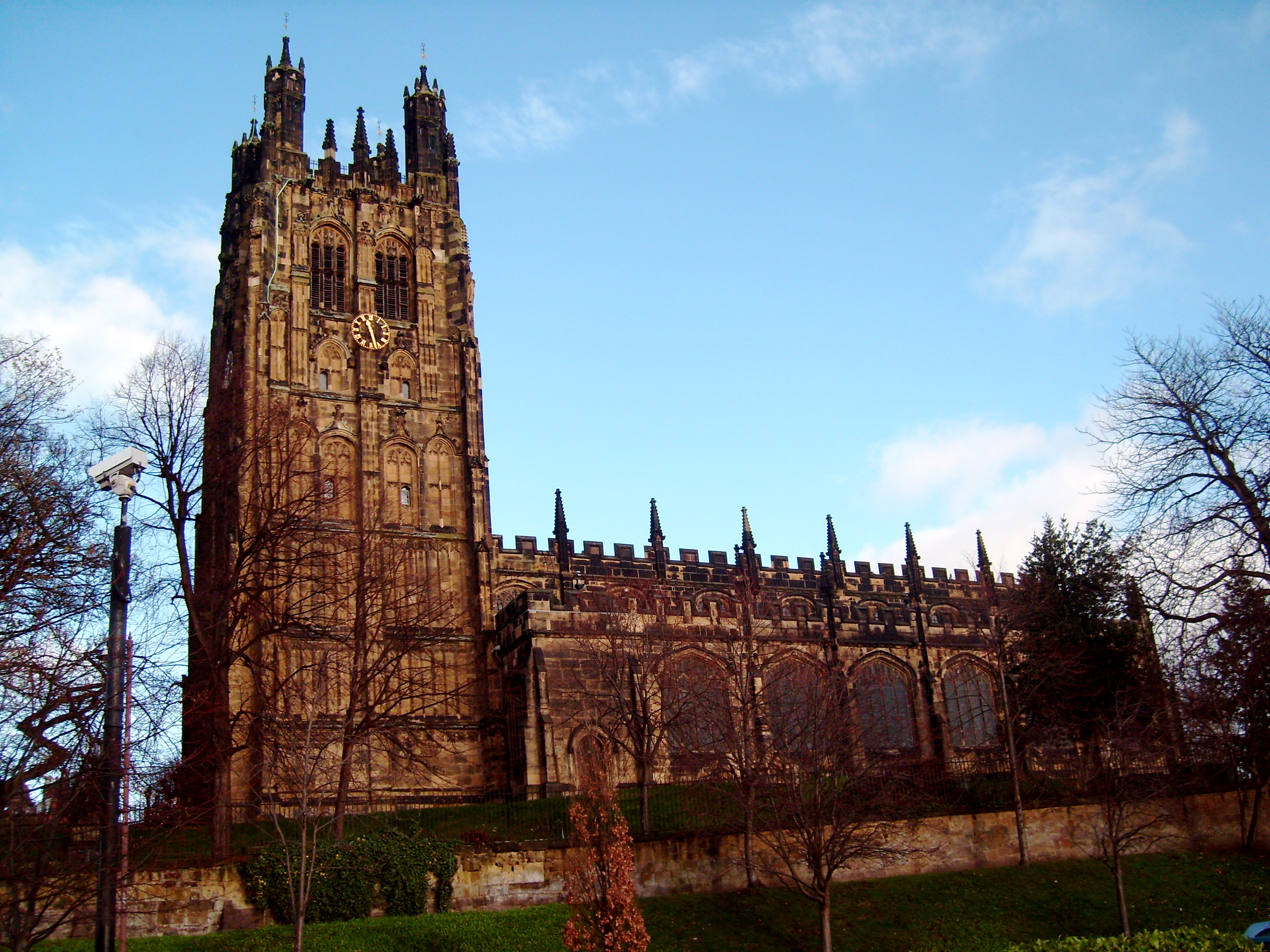
Церковь св. Эгидия в Рексеме
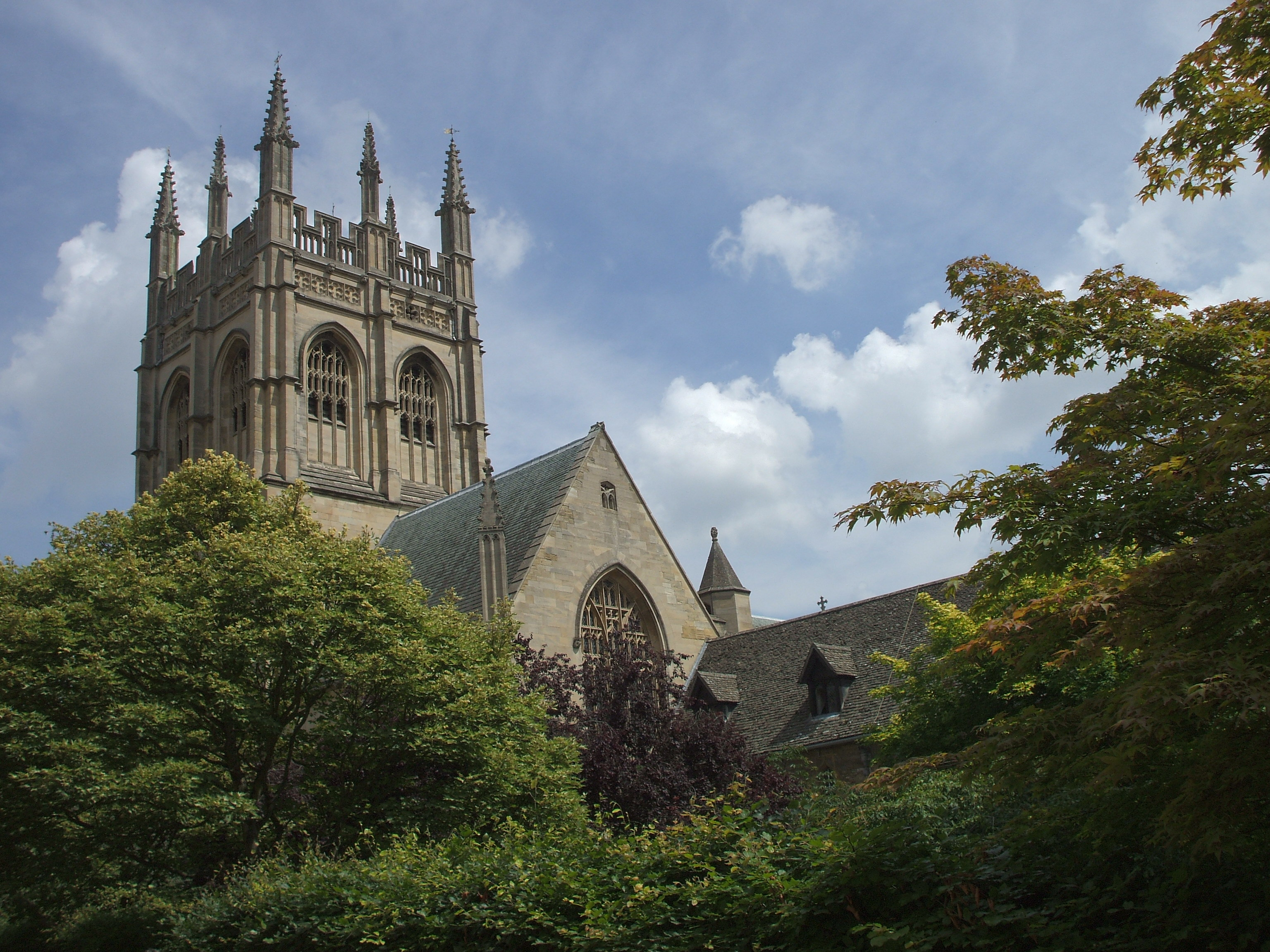
Башня капеллы в Мертон-колледж
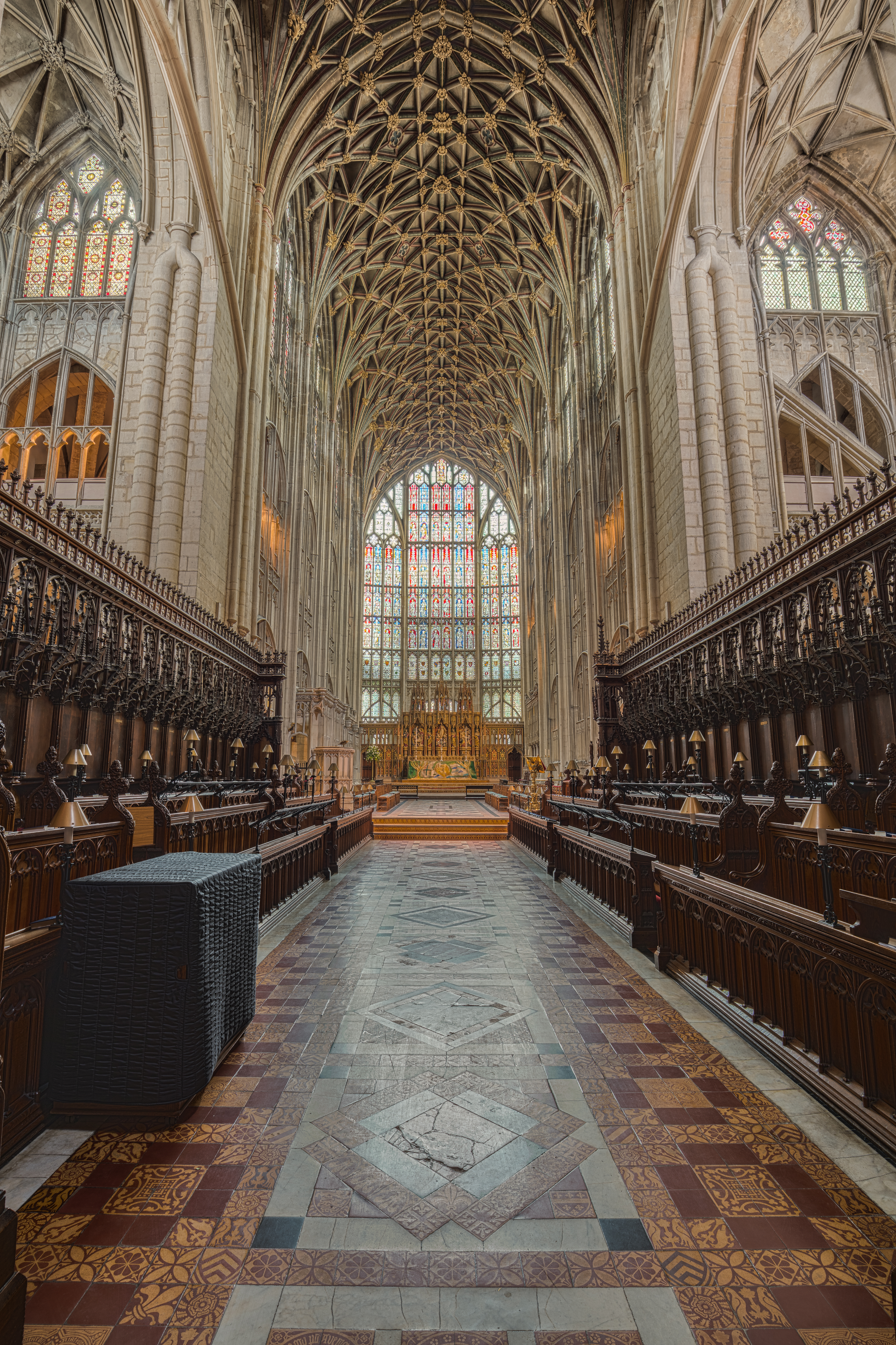
Хоры и алтарь Глостерского собора
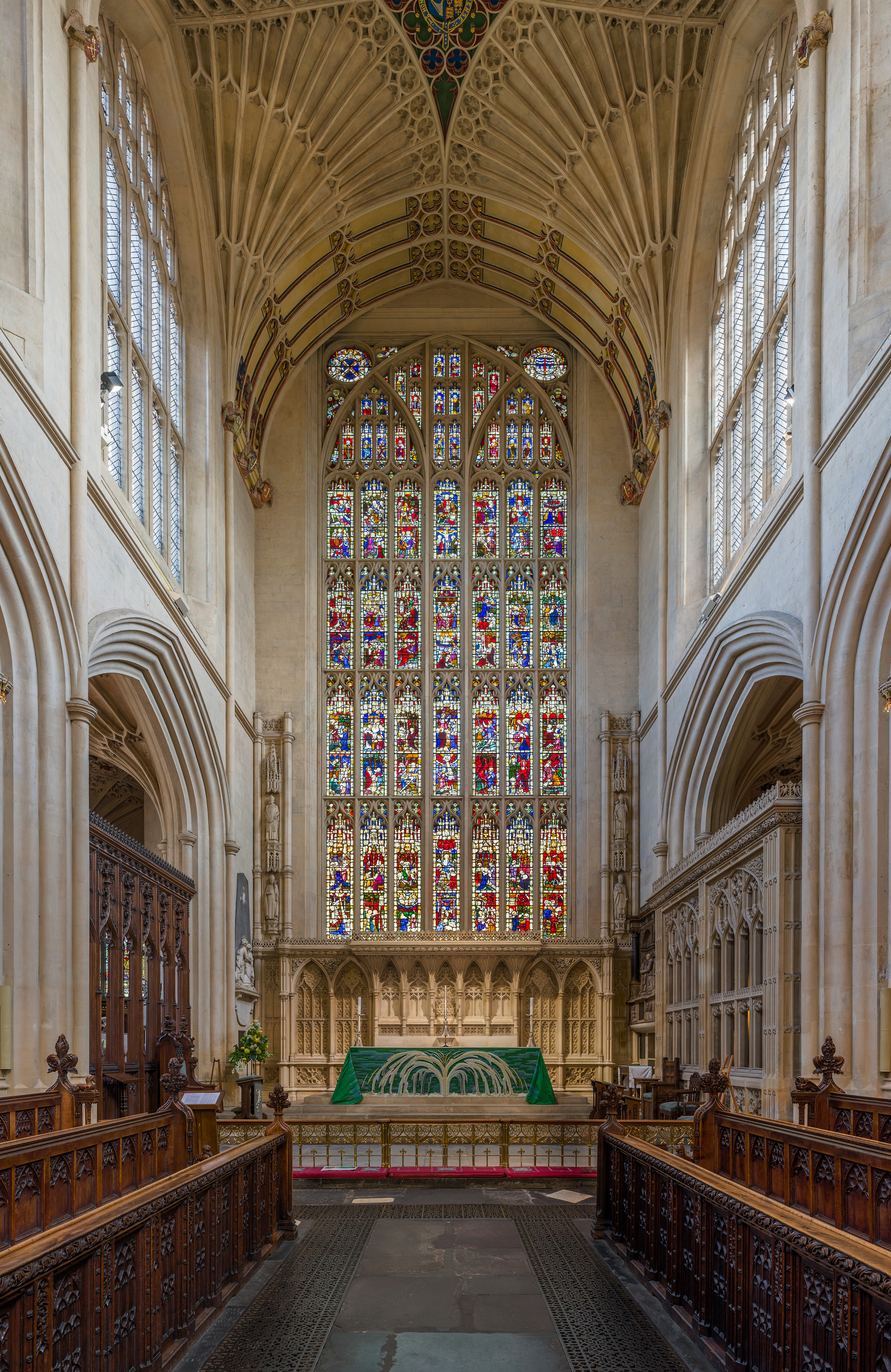
Хоры Батского аббатства
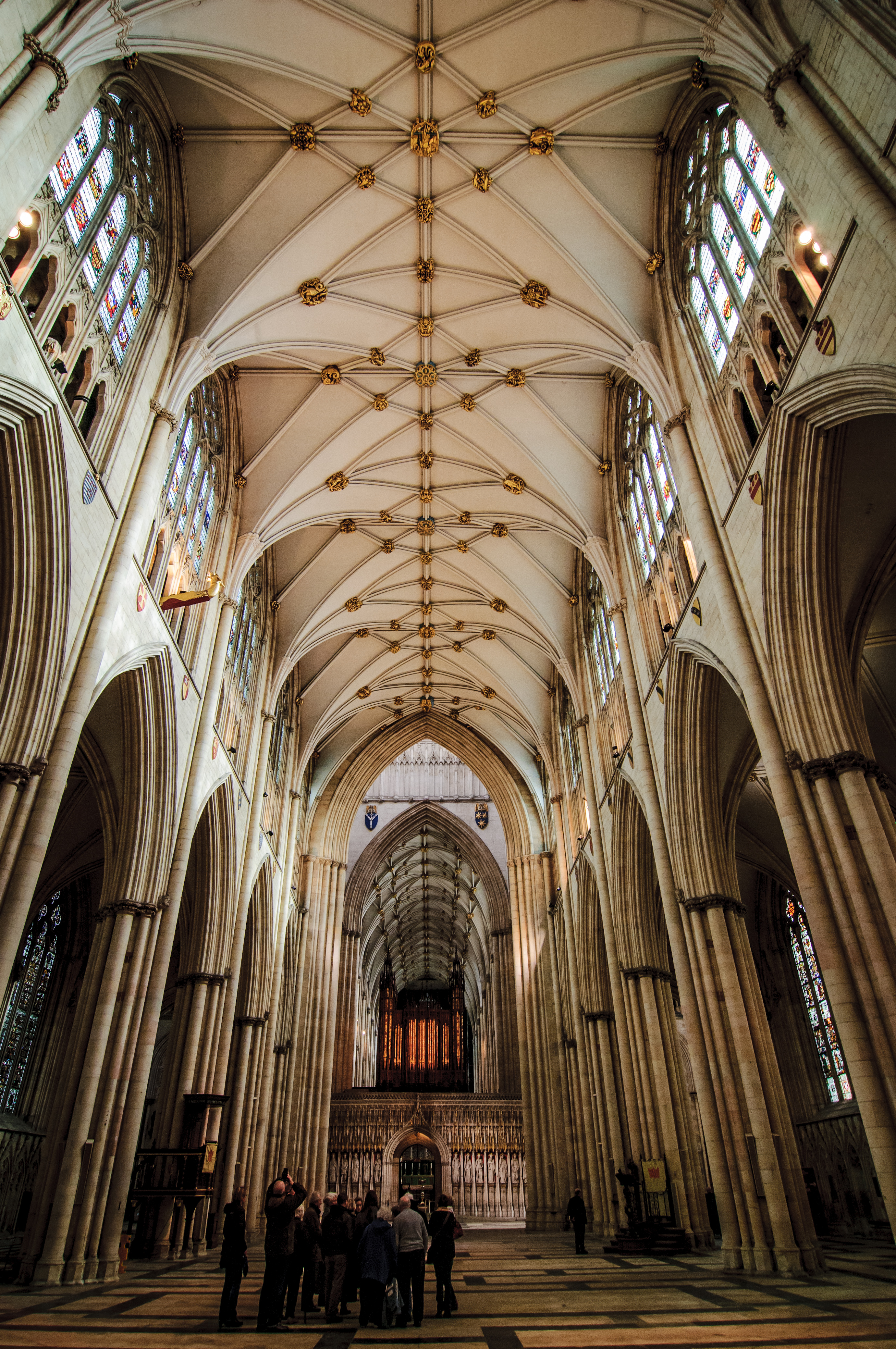
Хоры Йоркского собора, вид на запад
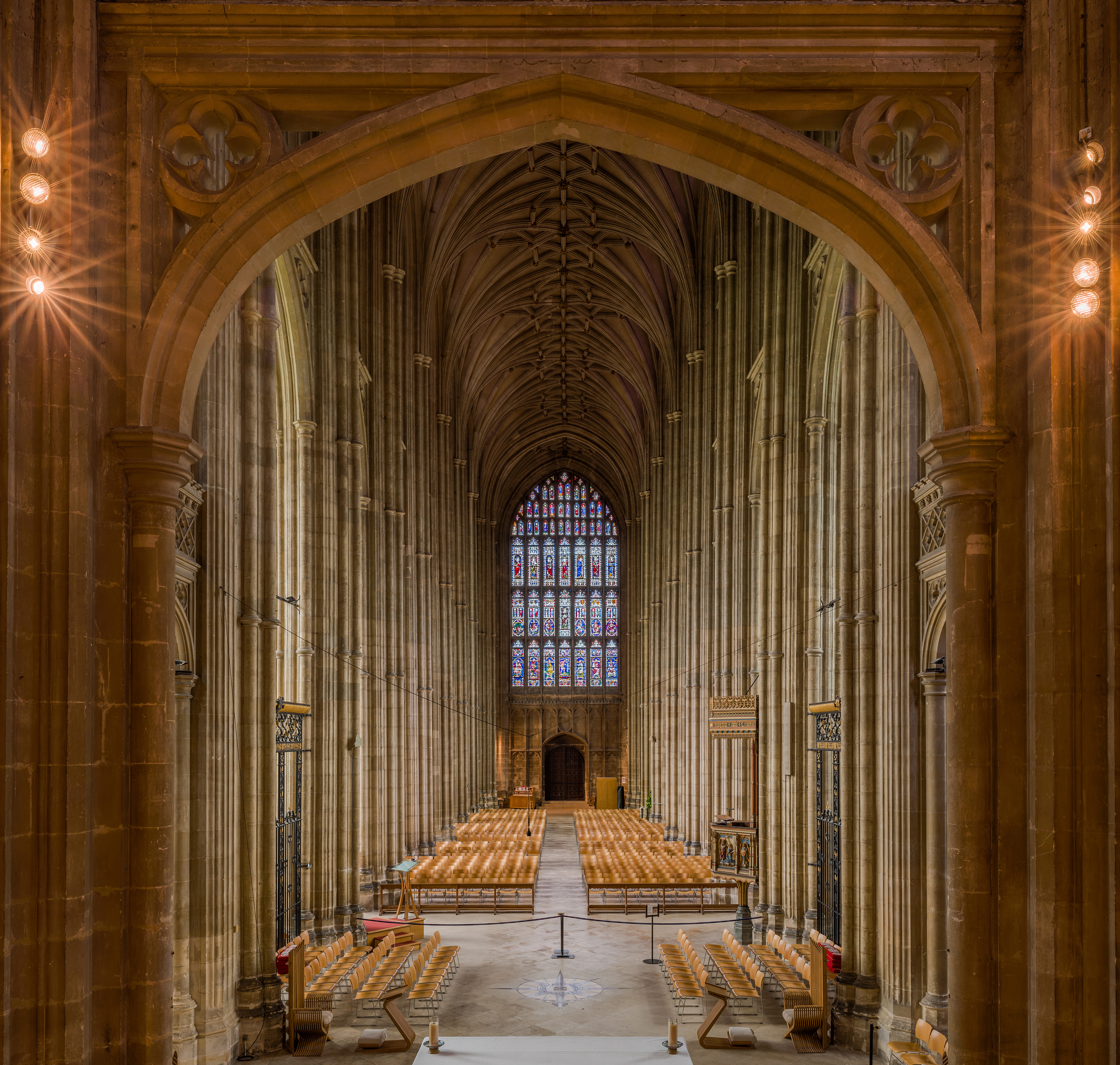
Неф Кентерберийского собора
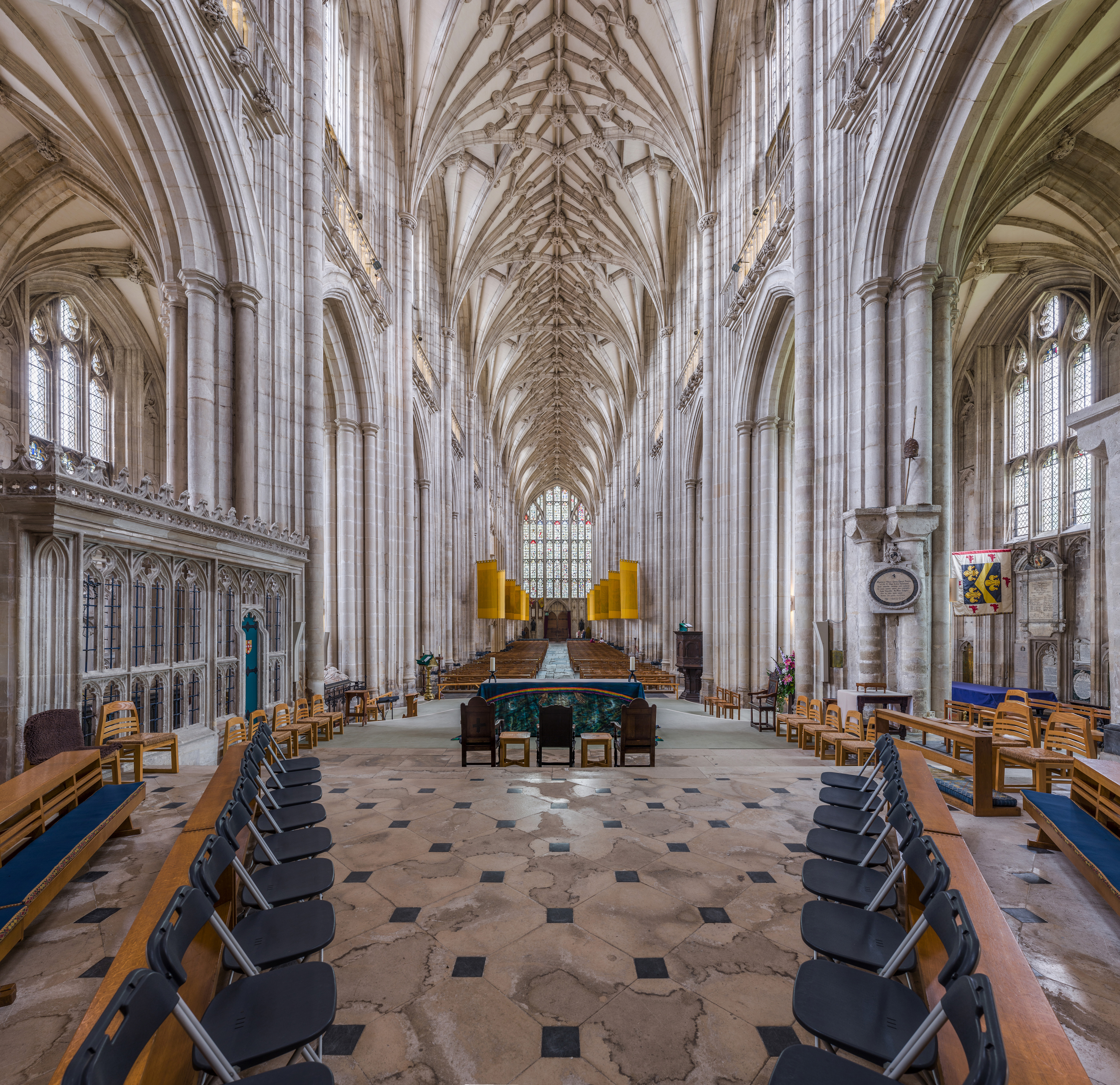
Неф Винчестерского собора
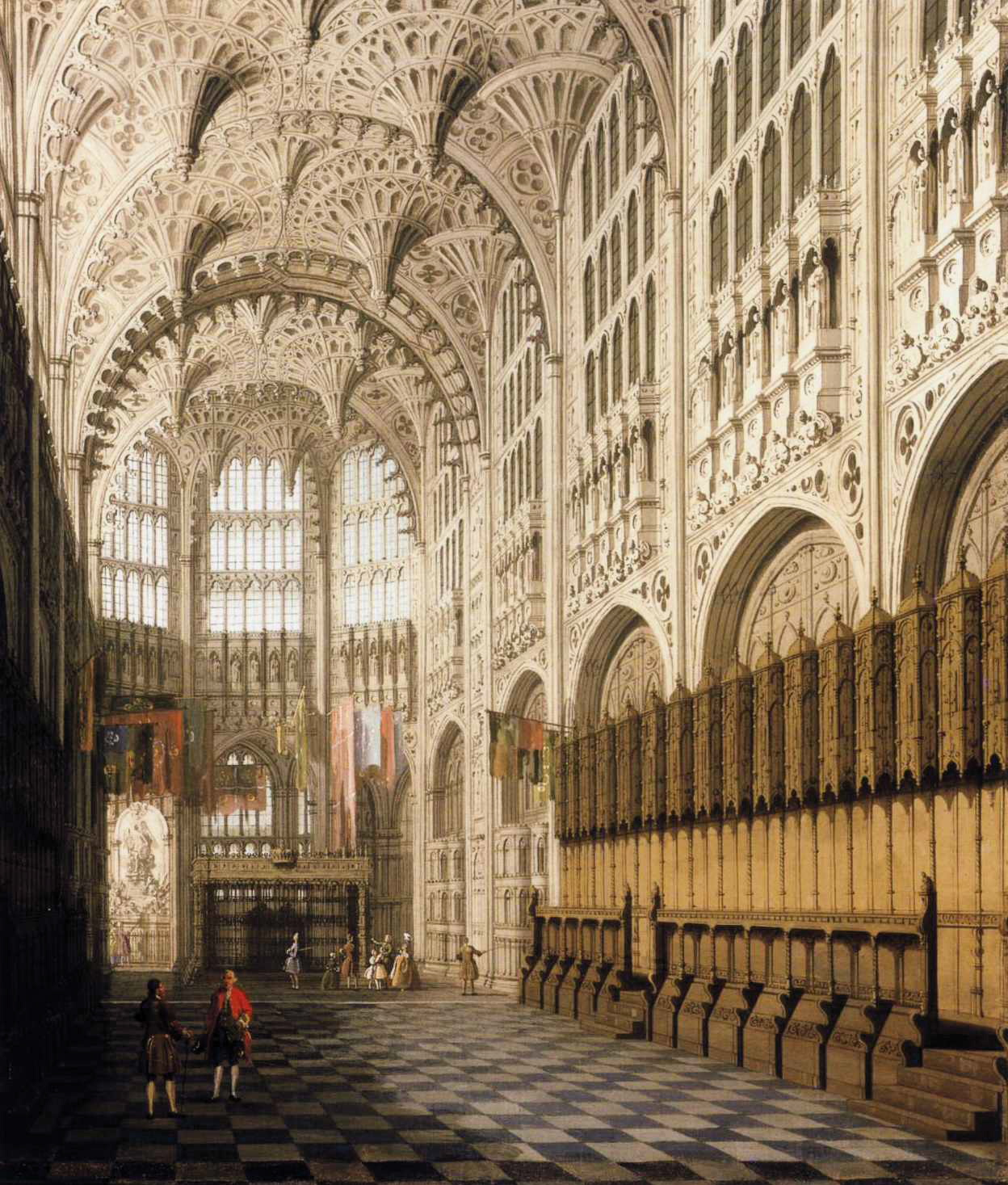
Капелла Генриха VII в Вестминстерском аббатстве, рисунок Каналетто
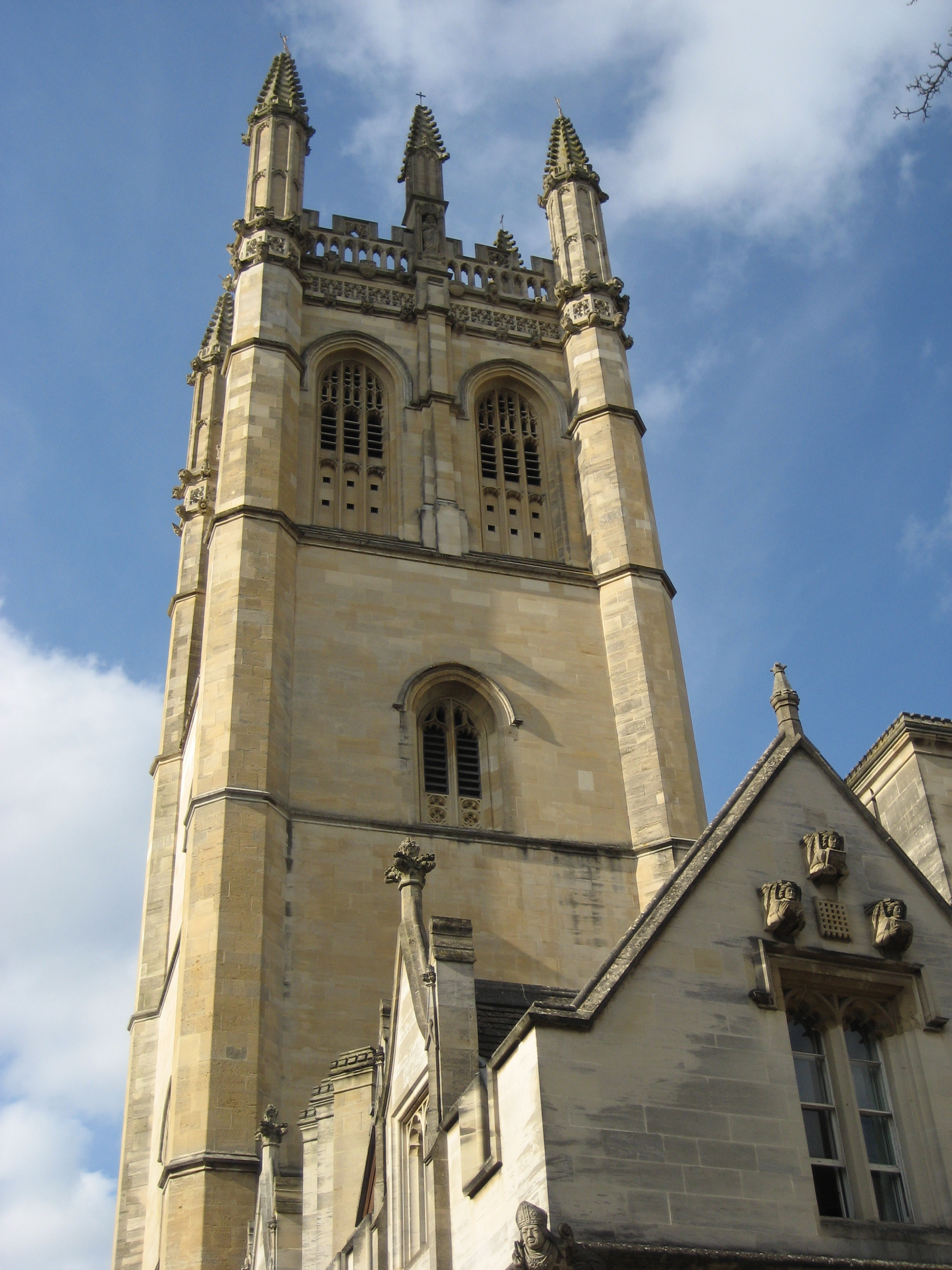
Башня Магдалены
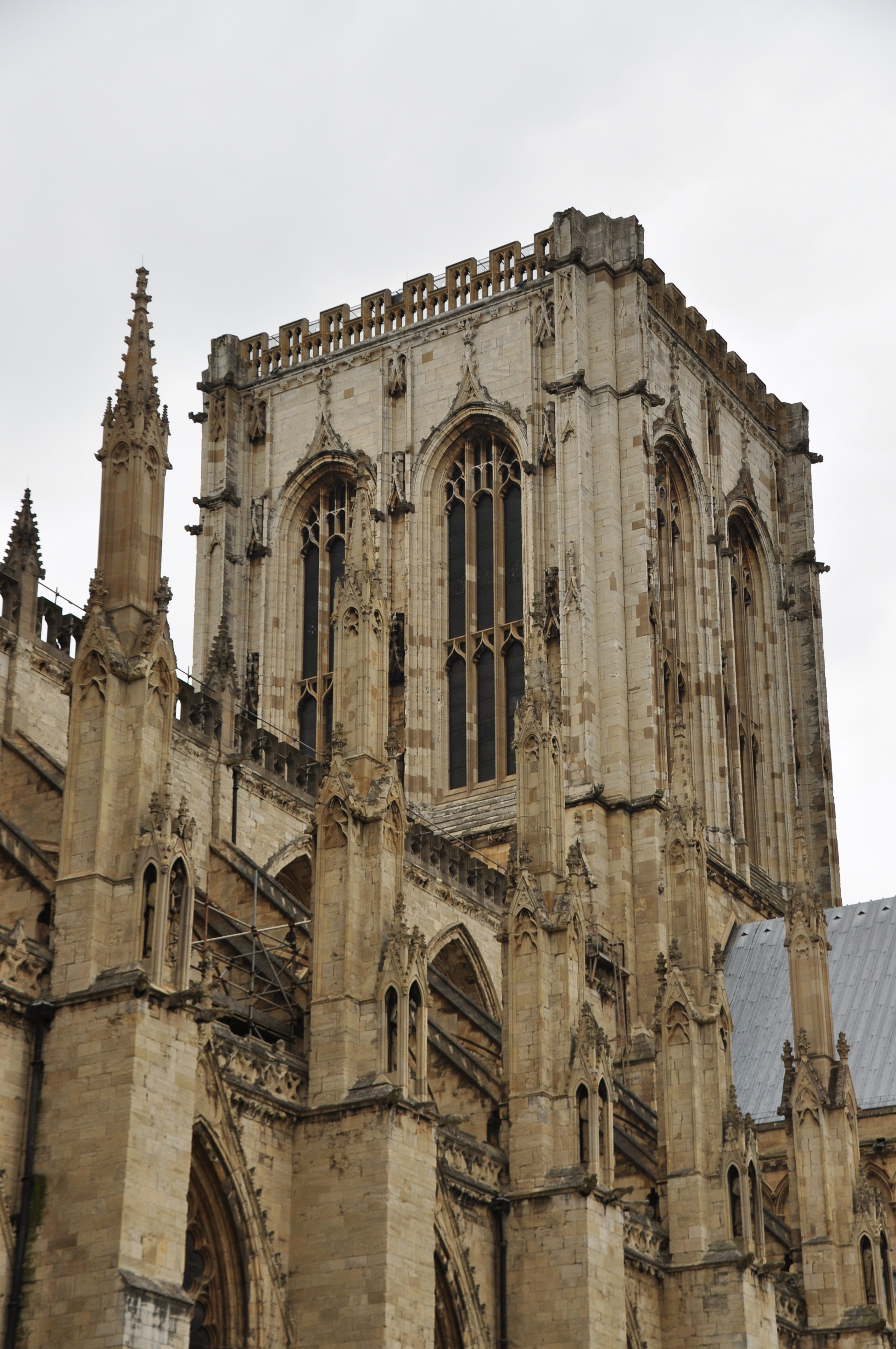
Башня на средокрестии Йоркского собора
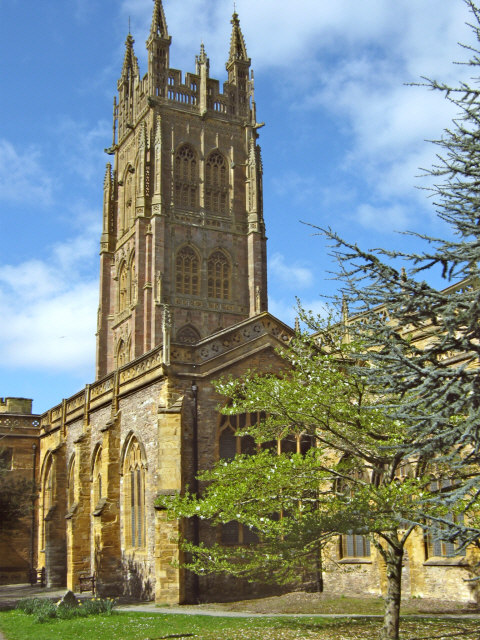
Церковь св. Марии Магдалины в Тонтоне
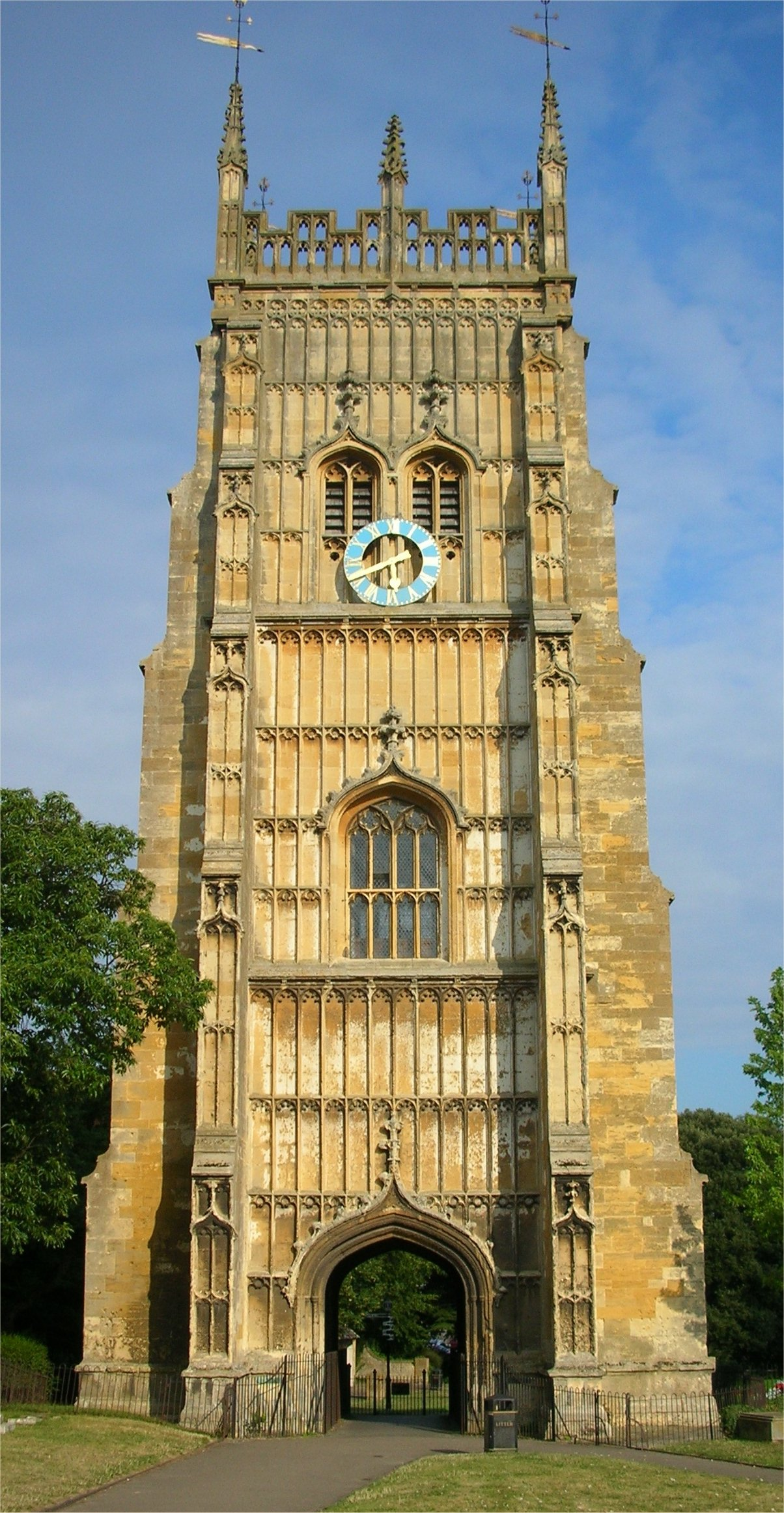
Колокольня Ившемского аббатства
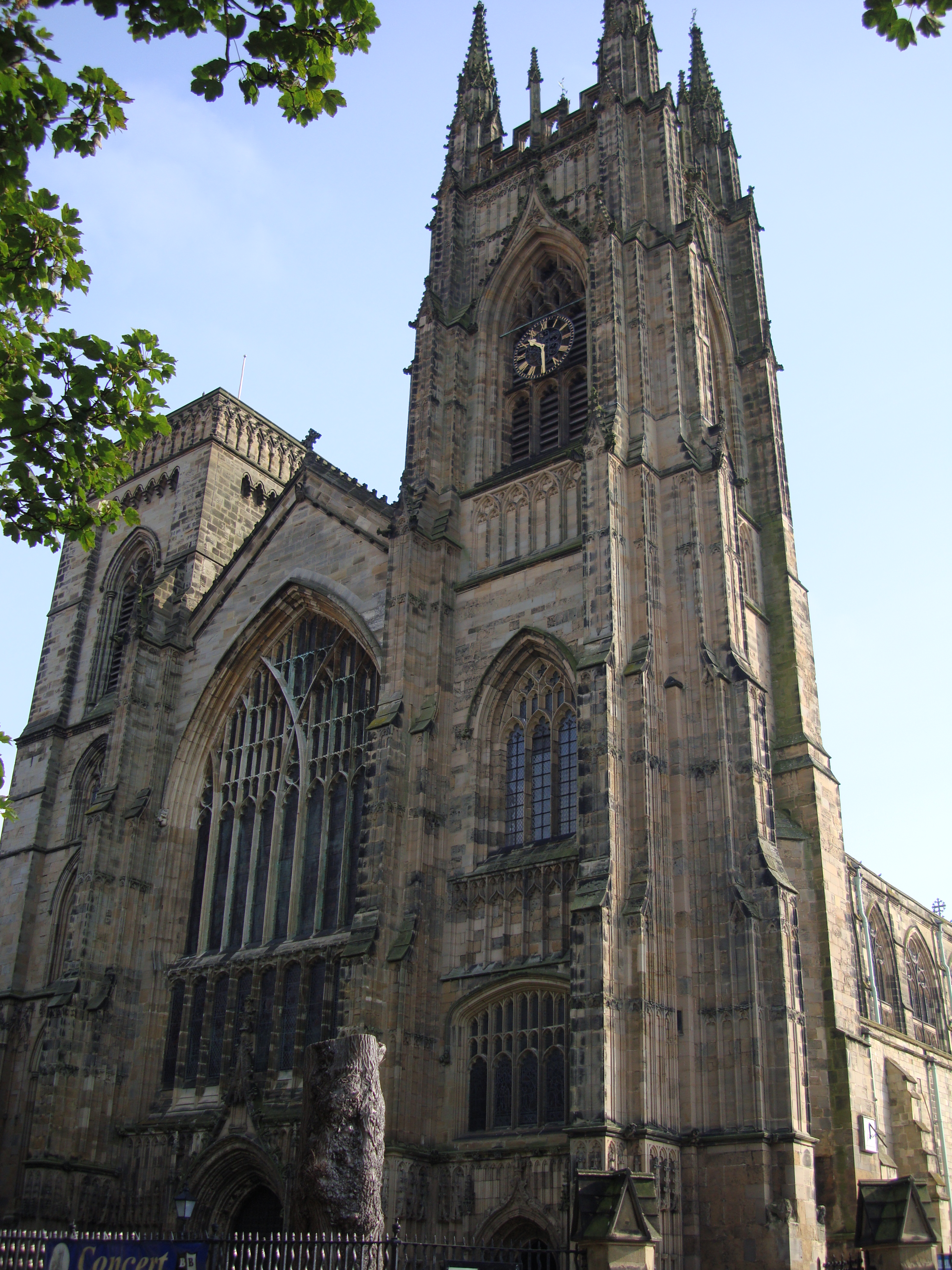
Западный фасад Бридлингтонского приората
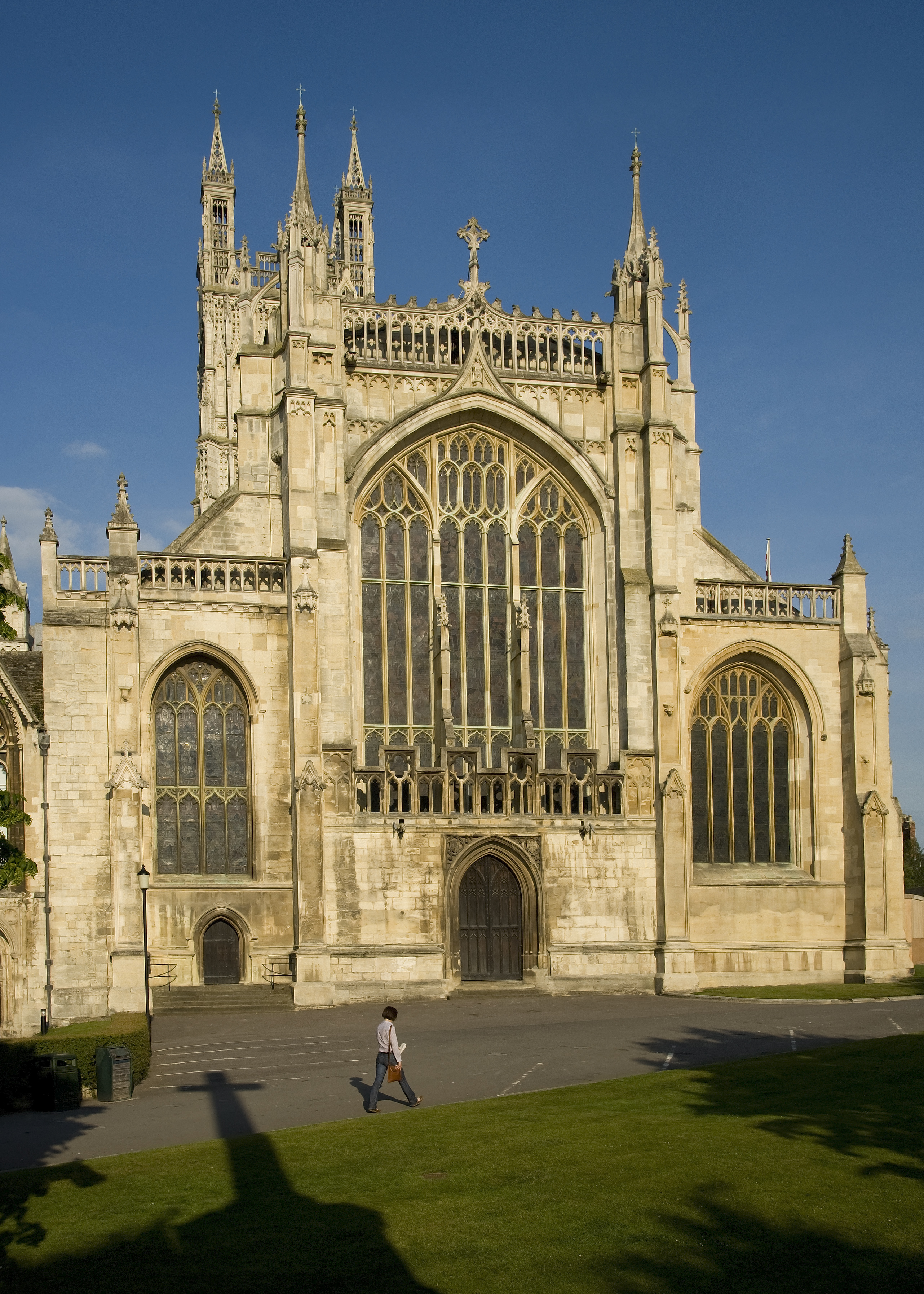
Восточный фасад Глостерского собора (1331–1350)
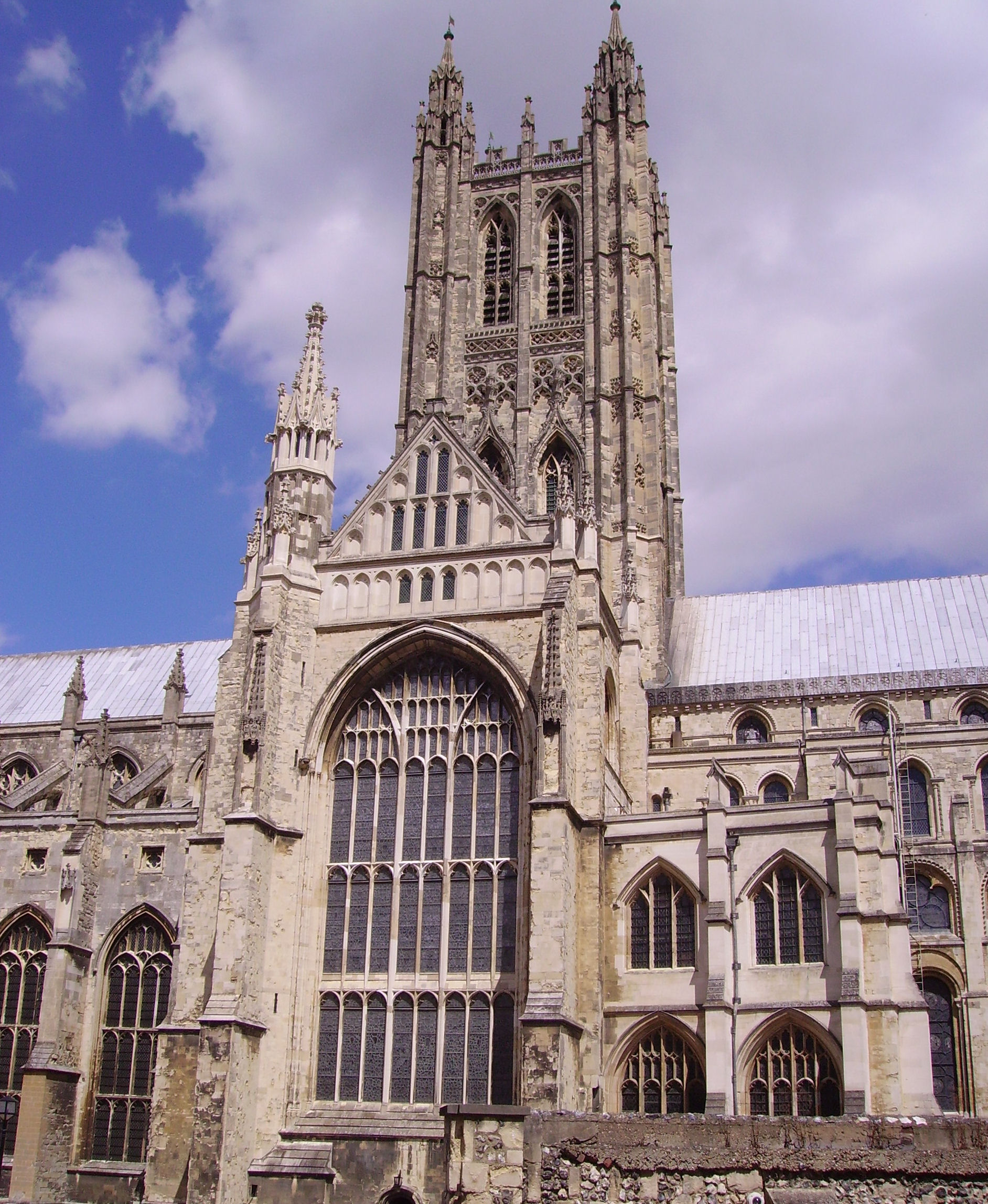
Трансепт и башня на средокрестии Кентерберийского собора
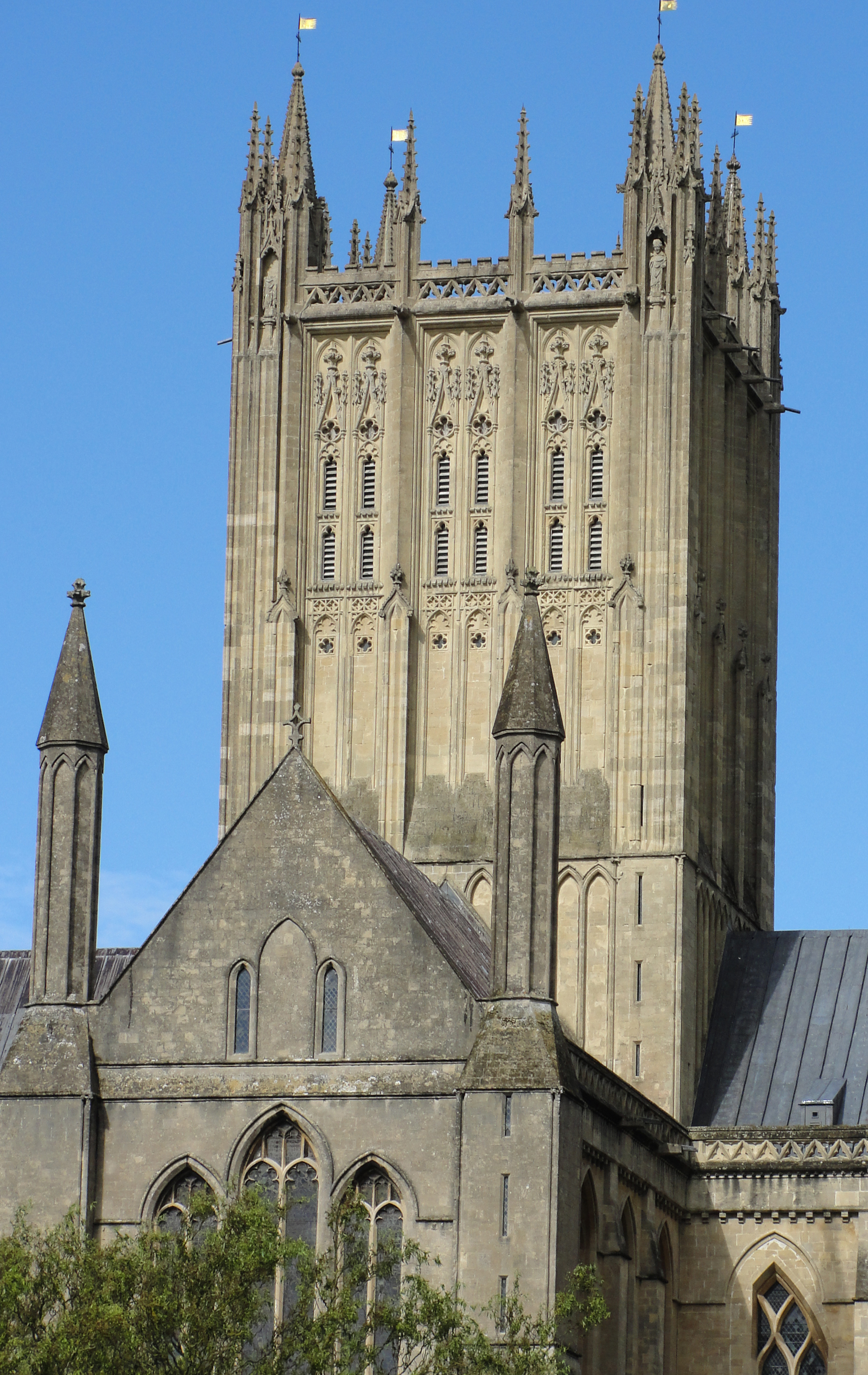
Башня на средокрестии Уэлского собора
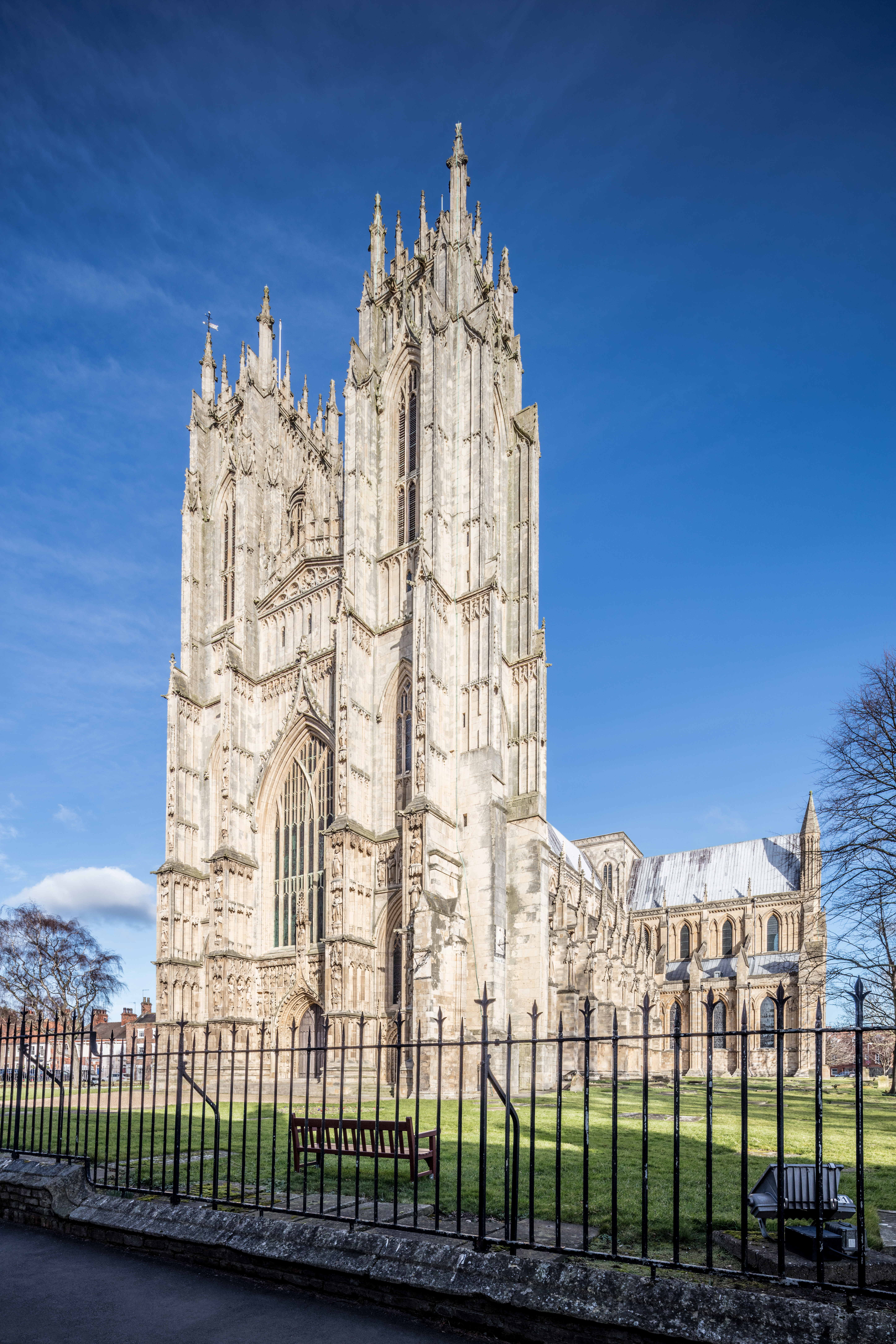
Западный фасад церкви в Беверли
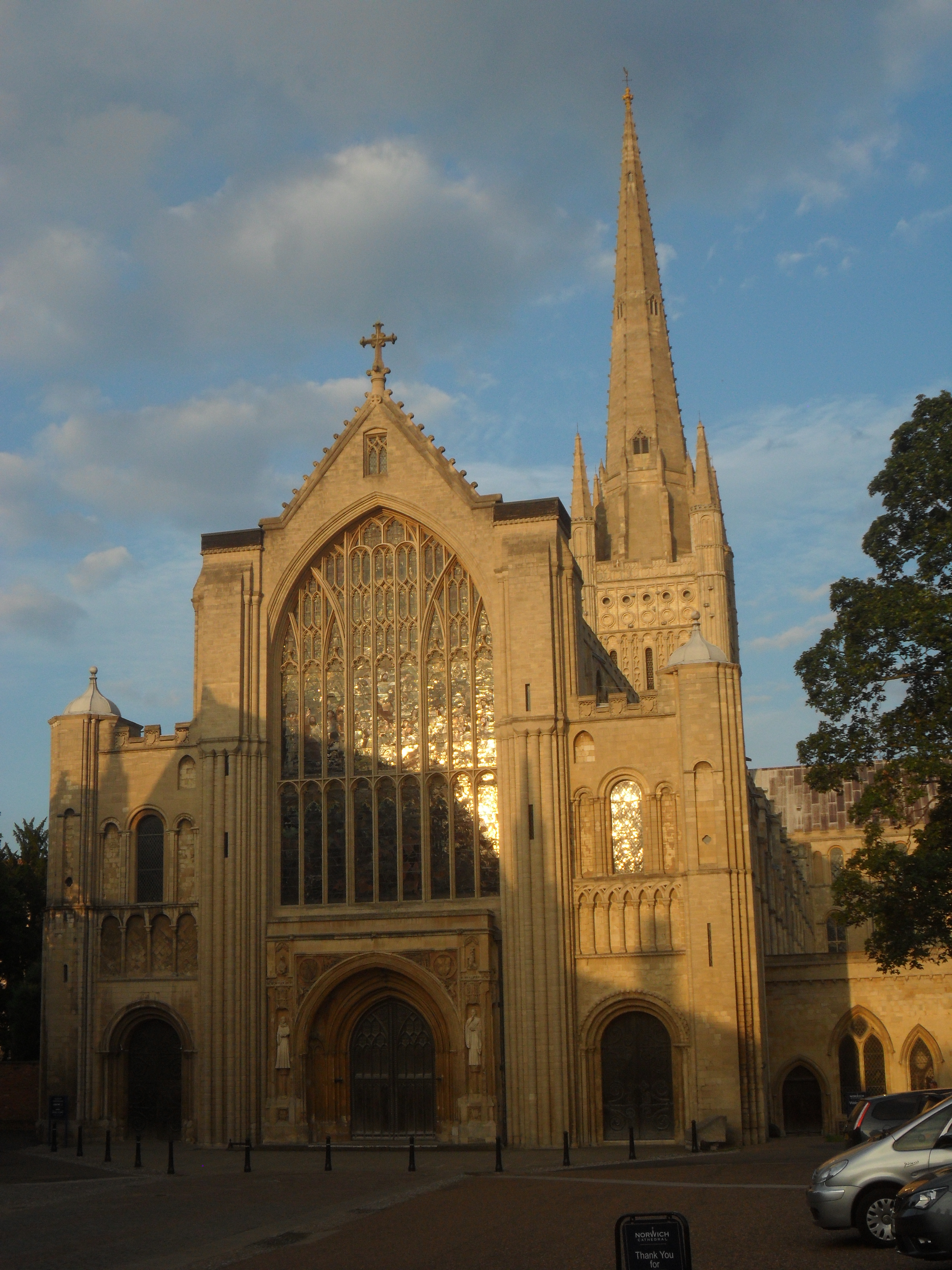
Западное окно и шпиль Норвичского собора
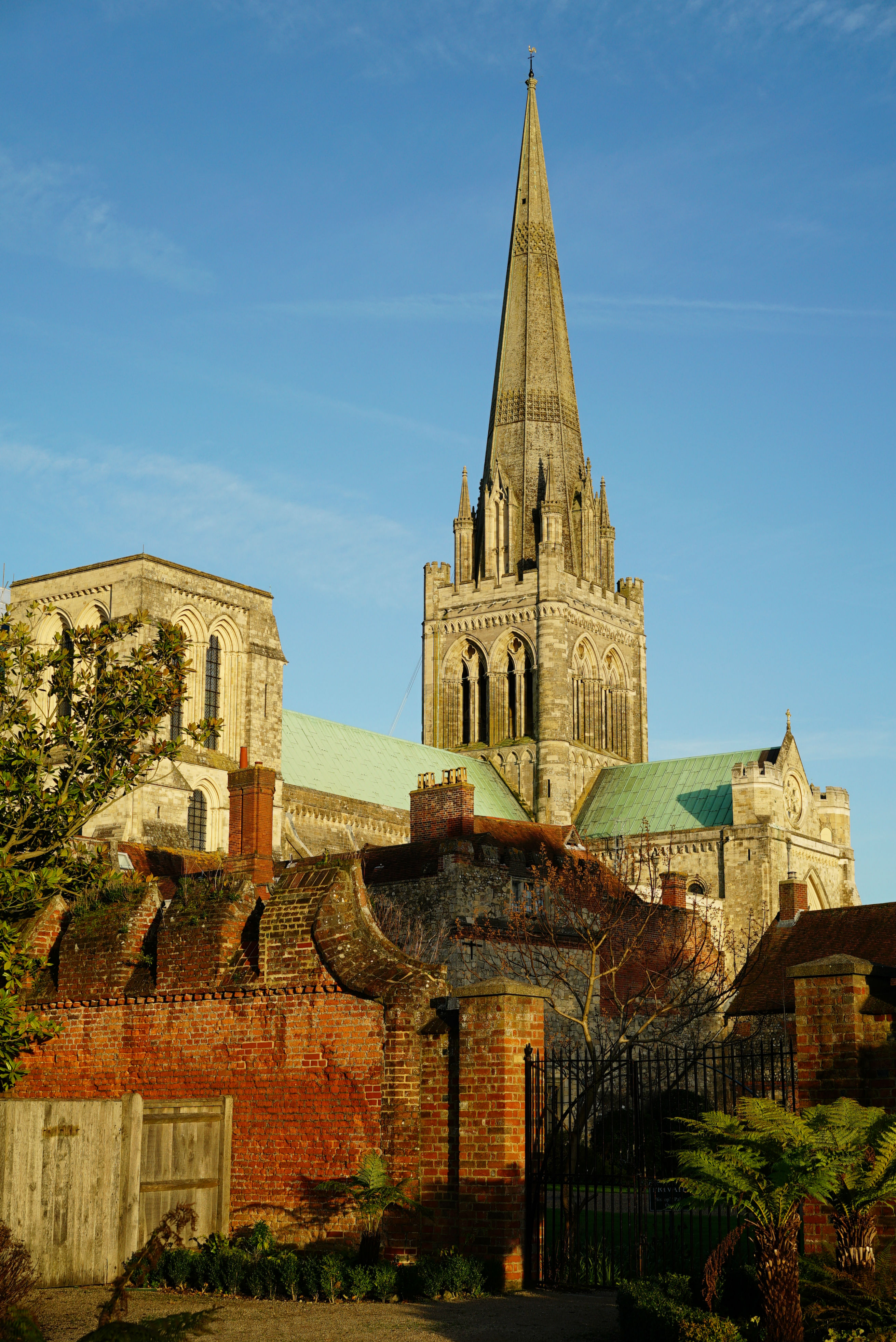
Шпиль Чичестерского собора